# Letteratura statunitense
Della letteratura statunitense (o più genericamente letteratura americana o letteratura nordamericana) fanno parte gli scritti e le opere letterarie prodotte nell'America coloniale, prima, e negli Stati Uniti d'America, dalla loro formazione a oggi.
La storia della letteratura americana è tradizionalmente distinta nei seguenti periodi:
- il periodo coloniale (1607-1810);
- il periodo romantico (1810-1865);
- il periodo realista (1865-1945 circa);
- il dopoguerra (dal 1945 circa ad oggi).

## Periodo coloniale (1607-1810 circa)

### Periodo coloniale delle origini (1607-1763)

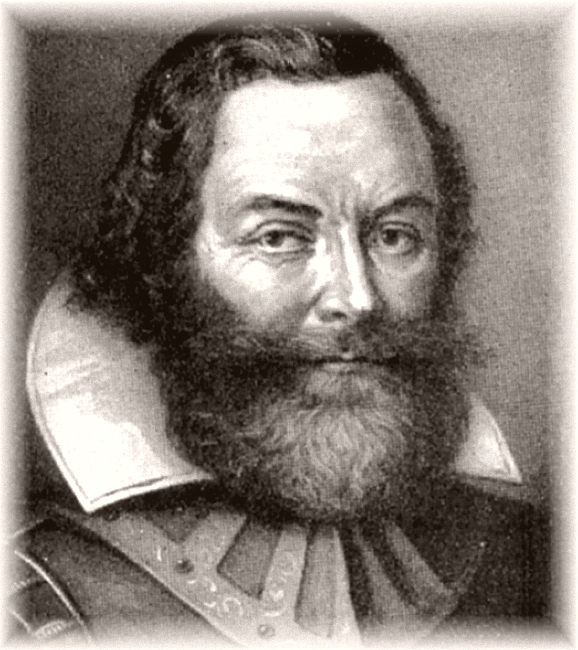
Il capitano John Smith da un'incisione

Nei primi tempi si hanno solo vaste colonie divise da ampi territori selvaggi. I due Stati più importanti, soprattutto dal punto di vista culturale, sono Virginia e Massachusetts. Poco dopo si aggiungerà la Pennsylvania. Le opere e gli autori di questo periodo hanno un peso determinante dal punto di vista storico più che artistico, perché forniscono una testimonianza sull'evoluzione delle colonie e di una nuova letteratura che prende vita staccandosi lentamente da quella inglese. La prima produzione, infatti, riflette ancora idee che sono del tutto inglesi. In generale la letteratura degli Stati meridionali consiste in racconti di avventurieri, viaggiatori e soldati che descrivono il nuovo mondo. Una delle prime forme letterarie è rappresentata dalle Captivity Narratives, cronache delle prigionie di europei rapiti dai nativi; tra queste la più celebre è la Narrative of The Captivity and Restoration di Mrs. Mary Rowlandson, resoconto delle undici settimane che la donna ha trascorso in mano agli Indiani.
Al capitano John Smith si deve il primo libro scritto in America: La vera relazione di ciò che è accaduto in Virginia (A True Relation... , 1608) in cui vengono descritte le vicende della nuova colonia. Smith è un soldato approdato insieme con i primi inglesi che si stabiliscono nella colonia di Jamestown nel 1607, il primo insediamento inglese rilevante. Nel 1628 viene fondata da parte dei puritani la Colonia della Baia del Massachusetts, dando il via a una vera e propria ondata migratoria di puritani verso la Nuova Inghilterra. L'atmosfera puritana influisce notevolmente sulla letteratura del periodo coloniale. Nelle arti il contenuto ha prevalenza sulla forma. I puritani prediligono uno stile semplice, senza ornamenti e senza allusioni poco comprensibili per il pubblico meno colto. Usano spesso citazioni prese dalla Bibbia e interpretano la loro realtà attraverso analogie tratte dall'Antico Testamento; ad esempio, i coloni vengono paragonati al Popolo Eletto. Gli argomenti principali sono quindi la religione, la storia, la difesa e il progresso della colonia.
Un genere molto diffuso è quello del journal, un diario che raccoglie pensieri e riflessioni personali, che deriva dall'abitudine all'introspezione dei puritani. Fra gli uomini pubblici, molti si propongono di scrivere coi loro journal qualcosa di più di un diario: una storia dei loro tempi. William Bradford è uno dei Padri Pellegrini fondatori di Plymouth. Ne è governatore per gran parte della vita e scrive la Storia della Colonia di Plymouth (Hystory of Plymouth Plantation, 1630-46). John Winthrop è fondatore e governatore del Massachusetts e scrive la Storia della Nuova Inghilterra (The Hystory of New England from 1630-1649).

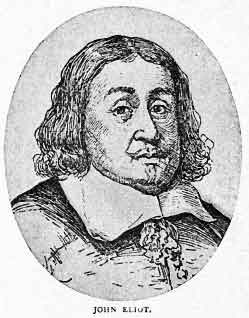
John Eliot

Rappresentano la corrente liberale nell'ambiente puritano di Boston Thomas Hooker e Roger Williams, considerati ministri «dissidenti».
Il primo entra in contrasto col governo teocratico e deve lasciare il Massachusetts coi suoi fedeli nel 1636 per andare a fondare il Connecticut. Le sue idee sull'ordinamento non gerarchico della chiesa sono raccolte nella Somma di disciplina ecclesiastica (The Sum of Church Discipline, 1648).
Anche Williams viene espulso dal Massachusetts per le sue idee democratiche e si rifugia coi suoi seguaci nella regione di Rhode Island fondando Providence. Entra in contatto con i nativi americani imparandone la lingua e scrivendo una Chiave per la lingua d'America (A key into The Language of America, 1643).
John Eliot è diffusore e sostenitore della religione puritana di indirizzo teocratico tra i coloni ma anche tra gli indiani. Viene infatti chiamato l'«apostolo degli indiani», per loro traduce e adatta varie opere religiose. Prende parte alla famosa versione dei salmi di Davide: Il Libro dei Salmi della Baia del Massachusetts (Bay Psalm Book, 1640), il primo libro pubblicato a Boston.
Anche Richard Mather prende parte alla compilazione del Libro dei Salmi. È il capostipite della dinastia dei Mather, i quali come teologi, uomini acculturati e presidenti di tribunali per la repressione religiosa, godono di grande prestigio e hanno un forte influsso sulla scena puritana della Nuova Inghilterra.
Increase Mather, figlio di Richard, presidente dell'università di Harvard, licenzia 150 pubblicazioni fra le quali è famoso il saggio sulle Notevoli provvidenze (Remarkable Providences, 1684).
Cotton Mather, figlio di Increase, prende parte ai processi contro le streghe a Salem, da cui gli derivano poi biasimi e impopolarità. Scrive più di 450 opere tra libri e opuscoli in uno stile pedante invece che in quello spoglio voluto dai predicatori puritani. È famosa soprattutto la sua monumentale storia ecclesiastica della Nuova Inghilterra, Magnalia Christi Americana (1702).

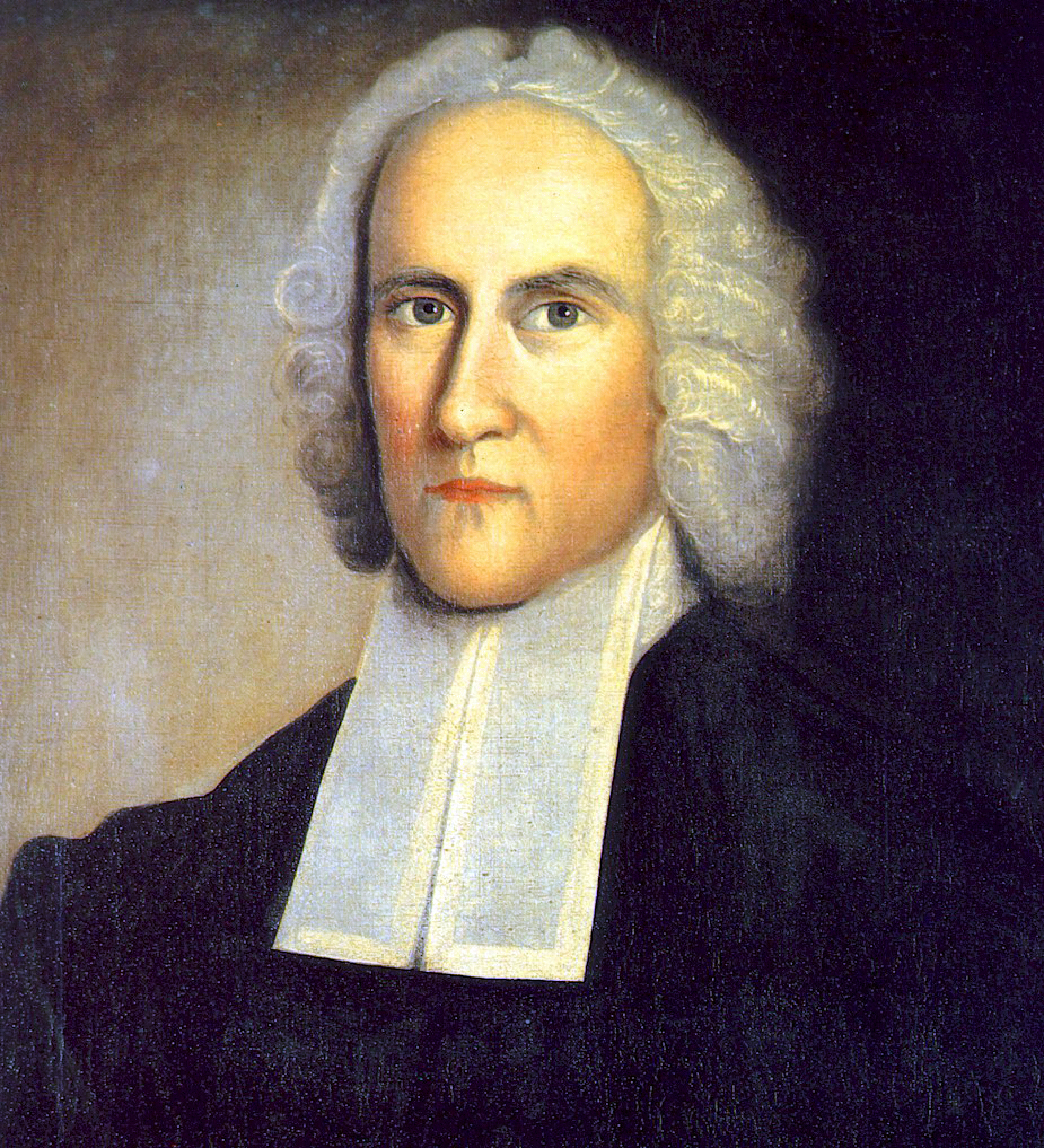
Jonathan Edwards

Jonathan Edwards si distingue per la sua predicazione nella parrocchia di Northampton volta a stimolare le conversioni. Nelle sue prediche presenta immagini terribili di dannazione infernale e la sua opera è così efficace che si verifica in New England una significativa rinascita della fede puritana chiamata il «Gran Risveglio». È rimasta famosa la predica sui Peccatori nelle mani di un Dio irato (Sinners in the Hands of an Angry God, 1741). Cessata l'ondata di esaltazione collettiva è costretto a lasciare la parrocchia per recarsi in missione fra gli indiani. Nella solitudine compone la sua opera maggiore: Esame delle prevalenti idee moderne sul libero arbitrio (Enquiry into the Modern Prevailing Notions of Freedom of Will, 1754).
La fede puritana trova in New England anche un'altra forma di espressione: la poesia. Essa però non può avere altro carattere se non quello religioso ed è costituita prevalentemente da inni e ballate. 
Anne Bradstreet è la prima poetessa d'America e si procura una certa fama con la raccolta La decima musa recentemente sbocciata in America (The Tenth Muse Lately Sprung up in America, 1650). 
Edward Taylor è un pastore che mostra le capacità di un originale poeta metafisico. Mentre è in vita impedisce la pubblicazione delle sue poesie. Esse rimangono manoscritte per molto tempo: una parte viene infatti pubblicata soltanto nel 1937.
Altri scrittori di gran rilievo sono:
Thomas Morton (c. 1576 - c. 1647), Anne Hutchinson (1591 - 1643) e William Lewis Manly che nella sua autobiografia Death Valley '49 descrive gli anni dal 1840 agli anni della Frontiera compresa la corsa all'oro in California del 1849.

### Periodo coloniale rivoluzionario (1763-1810)
Gli eventi legati alla rivoluzione americana riempiono la scena del periodo coloniale e influiscono sulla letteratura.
Essa è quindi sostanzialmente patriottica e politica, rivolta a incitare gli animi e a combattere la battaglia per il trionfo degli ideali repubblicani. Vi si riflettono inoltre i principi dell'Illuminismo: le nuove idee di scienza e di progresso, quelle del razionalismo e successivamente quelle del deismo.
Non tutti gli scrittori però hanno interessi prevalentemente politici: alcuni trattano anche di religione, viaggi, costumi.
John Woolman è un sarto quacchero del New Jersey che esprime in uno stile limpido e commosso i suoi sentimenti morali e sociali. I suoi due saggi intitolati Considerazioni sul tenere schiavi negri (Some Considerations on the keeping of Negroes, 1754; 1752) sono da annoverarsi tra le prime opere antischiaviste. La sua opera più famosa è il Diario (Journal, 1774).
In questo periodo abbiamo la prima grande personalità: Benjamin Franklin, il precursore e il preparatore della rivoluzione. 
I suoi almanacchi hanno una grande diffusione in questo periodo. L'Almanacco del povero Riccardo (Poor Richard's Almanack) è quello più conosciuto ed è una pubblicazione a carattere popolare che fa appello alla ragione e alla saggezza della gente e istruisce per mezzo di proverbi.
Franklin partecipa alla stesura e alla firma della Dichiarazione d'indipendenza e nel 1785 viene eletto presidente della Pennsylvania. È scienziato, tipografo, filosofo e politico.
Con la generazione seguente comincia un periodo letterario caratterizzato essenzialmente dalla prosa politica che presto manifesta gli ideali di una lotta che vede come avversari i conservatori (loyalists), che appartengono alle classi più alte, e i patrioti col popolo al seguito. Questa prosa viene scritta anche da presidenti.
Un artefice dello spirito nazionale americano è Thomas Jefferson, terzo presidente degli Stati Uniti. Egli rappresenta meglio di tutti l'ideale americano, l'aspirazione alla libertà religiosa, politica, intellettuale. Ha fiducia nell'uomo comune e vede l'avvenire del paese nello sviluppo agricolo. A 33 anni, durante la carriera di avvocato, viene incaricato di redigere la Dichiarazione d'indipendenza (Declaration of Independence, 1776) in cui esprime al mondo i motivi della separazione dal Regno Unito. Fra gli altri scritti di Jefferson, tutti di notevole valore storico e politico, si ricordano Note sullo stato della Virginia (Notes on the State of Virginia, 1784), esposizione delle sue principali teorie.
Un caso a parte si rivelò il drammaturgo James Nelson Barker, che fu il primo a scrivere un dramma ispirato ai nativi americani, con La principessa indiana, ovvero la bella selvaggia (The Indian Princess or La Belle Sauvage, 1808).

#### Il romanzo

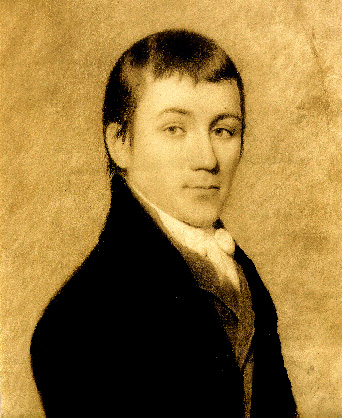
Charles Brockden Brown

Il romanzo si afferma in America solo verso il 1790. Fino ad allora i coloni potevano leggere solo le opere dei romanzieri inglesi.
Con l'impulso all'indipendenza anche questo genere comincia a essere coltivato e si cerca di seguire tendenze inglesi portandosi a livello della tradizione europea.
Tre tipi di romanzo sono in voga in questo periodo: il sentimentale, il satirico, il gotico.
Il primo a svilupparsi è il sentimentale.
William Hill Brown scrive il primo romanzo americano La forza della simpatia (The Power of Sympathy, 1789), una storia ispirata al Werther di Goethe con fini educativi, che rappresenta le conseguenze fatali della seduzione.
Stessi intendimenti educativi muovono Susanna Rowson nel descrivere le patetiche disavventure di un'eroina virtuosa in Charlotte Temple (1791), che ha avuto grande successo ai suoi tempi.
Il romanzo di tipo satirico è il genere meno coltivato nel periodo, trovando il suo valido sostenitore in Hugh Henry Brackenridge che tra il 1792 e il 1815 pubblica a puntate la sua Cavalleria moderna (Modern Chivalry), un racconto picaresco in cui critica satiricamente il governo del suo tempo.
Il romanzo gotico ha il suo massimo esponente in Charles Brockden Brown. Tra i suoi romanzi è degno di particolare menzione Wiedland (1798) che studia per la prima volta nella letteratura americana l'anima di un criminale.

## Periodo romantico (1810-1865 circa)
Il movimento romantico giunge come altri influssi attraverso l'Inghilterra. Molti dei motivi romantici si possono trovare in America fin dalle origini: l'individualismo, l'amore per la vita semplice e primitiva in mezzo alla natura, per la libertà e l'uguaglianza. Alcune condizioni storiche però ritardano e influenzano lo sviluppo di questa corrente. C'è ancora in letteratura una tradizione neoclassica e razionalista non ancora esaurita. Gli Stati Uniti sono inoltre liberi e hanno raggiunto la democrazia, perciò non c'è spazio per il sorgere di quell'ansia di ribellione che è caratteristica di molti autori romantici.
Il romanticismo americano acquisisce lentamente consapevolezza di sé durante il periodo che possiamo definire di formazione.

### Il periodo di formazione (1810-1835)
New York fu, nei primi anni dell'Ottocento, il centro letterario più importante degli Stati Uniti.

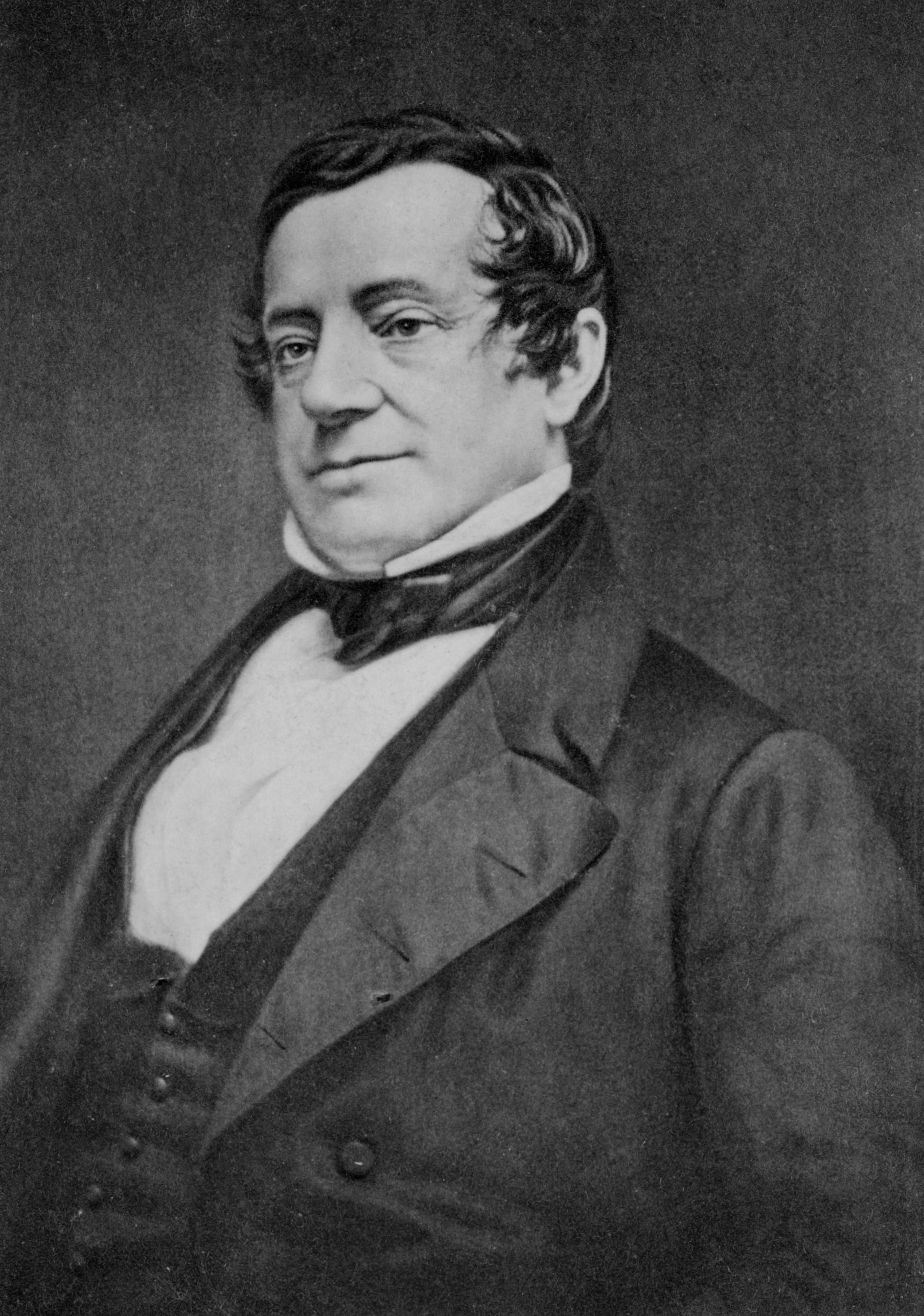
Washington Irving

Washington Irving è il primo letterato americano a conquistare fama internazionale.
La sua opera principale è il Libro degli schizzi (The Sketch Book, 1820) pubblicato a Londra sotto lo pseudonimo di Geoffrey Crayon grazie a Walter Scott. È un insieme di 34 schizzi di cui la gran parte descrive scene di vita inglese. Vengono considerati più originali e interessanti quegli schizzi in cui il tema è americano, come in Rip van Winkle, che rappresenta un vero mito d'America. Irving può inoltre essere considerato come anticipatore del racconto breve o short story, genere americano per eccellenza.
L'opera di James Fenimore Cooper può essere divisa in tre gruppi: del primo fanno parte i romanzi più noti che hanno come tema la lotta tra bianchi e indiani: un esempio è il romanzo L'ultimo dei Mohicani (The Last of The Mohicans, 1826). Il secondo gruppo è dedicato alle avventure di mare tra cui il romanzo più rappresentativo è Il corsaro rosso (The Red Rover, 1827). Dell'ultimo gruppo fanno invece parte i romanzi sociali e storici, fra cui emerge La spia (The Spy, 1821) ambientato nel periodo della guerra d'indipendenza americana.

### La rinascenza trascendentalista (1835-1865)

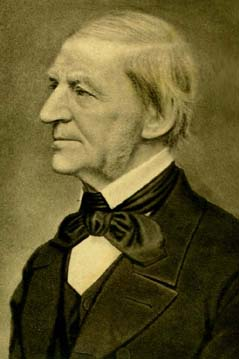
Ralph Waldo Emerson

Il trascendentalismo nacque come corrente filosofica e religiosa per poi diventare, sotto l'influsso di Coleridge, anche letteraria, la quale fa essenzialmente ricorso all'intuizione e alla convinzione interiore.
Ralph Waldo Emerson (1803-1882) è il protagonista e il portavoce della rivoluzione intellettuale che si manifesta in America alla metà dell'Ottocento; nella sua opera esprime l'ansia di emancipazione dell'individuo e l'inquietudine morale che sono caratteristiche del romanticismo americano. Per Emerson l'uomo e il suo mondo vivono in completa armonia e la tradizione deve essere ignorata in favore della ricerca individuale. In religione rigetta il culto esteriore non ammettendo che una religione immediata e interiore. È panteista e seguace di Plotino. Il suo ottimismo filosofico lo porta ad ammettere che tutti gli uomini sono uguali per natura, moralmente e intellettualmente. Nel suo primo opuscolo Natura (Nature, 1836) sono evidenti le sue convinzioni fondamentali: la natura è pervasa dalla divinità, è la concreta manifestazione dello spirito. Tra i suoi saggi il più conosciuto è L'intellettuale americano (The American Scholar, 1837).

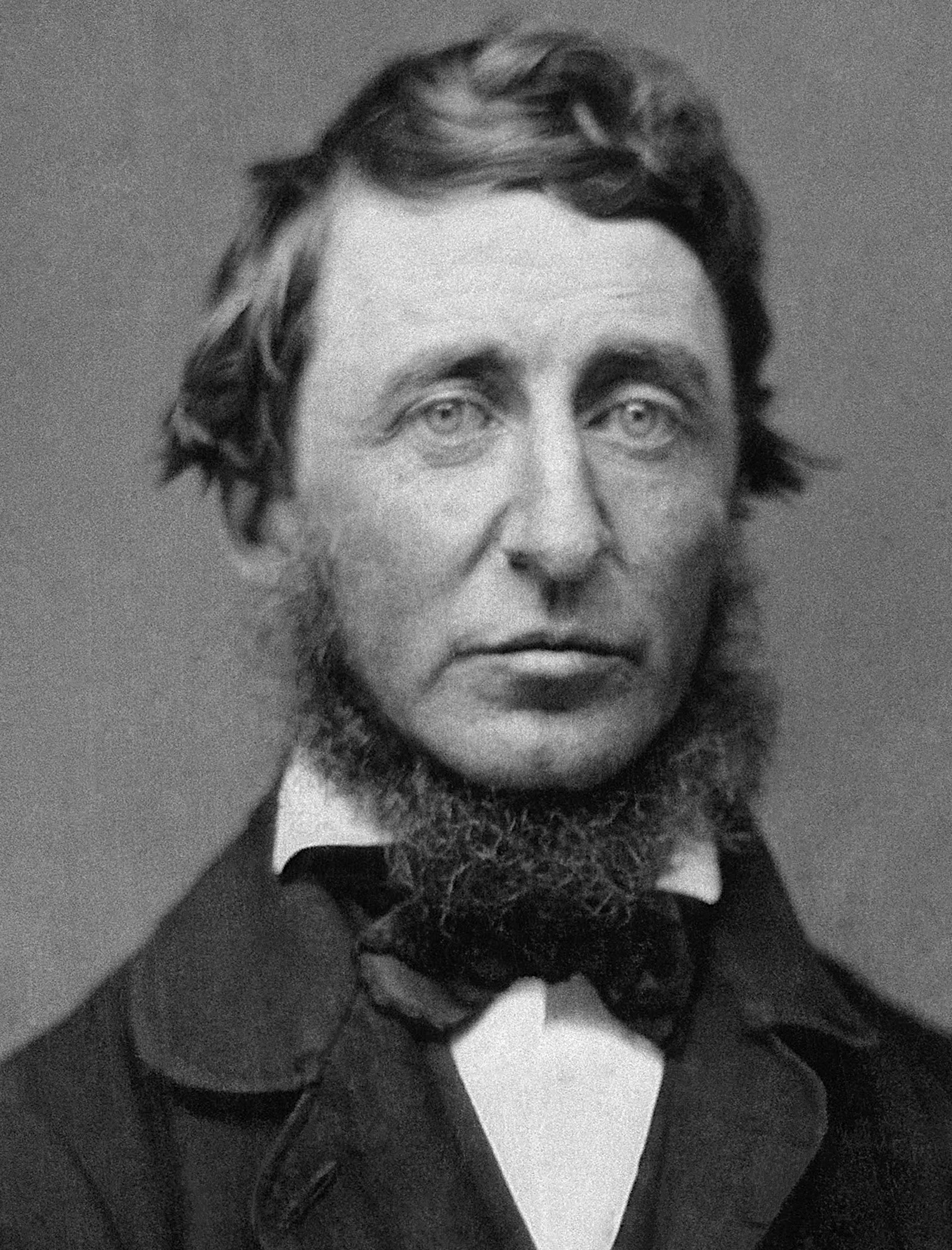
Henry David Thoreau

Henry David Thoreau (1817-1862) accoglie e divulga le dottrine morali e filosofiche di Emerson e ne dà interpretazione pratica con la sua vita. 
È rappresentante dell'individualismo romantico come Melville ma, diversamente da quest'ultimo, è un individualista temperato pronto a fuggire nei regni dell'utopia e della solitudine. Le sue due opere fondamentali sono Una settimana sui fiumi Concord e Merrimac (A Week on The Concord and Merrimac Rivers, 1849) e Walden, o la vita nei boschi (Walden or Life in The Woods, 1854). Quest'ultimo è un resoconto dell'esperienza di un uomo che si ritira a vivere per più di due anni in una capanna in riva a un lago dimostrando di poter fare a meno della civiltà e del denaro. La sua polemica è diretta alla civiltà nel suo complesso. La sua opera è quella di un idealista: nel famoso discorso sulla Disobbedienza civile (Civil Disobedience, 1849) sostiene la possibilità di non rispettare le leggi che vanno contro la coscienza dell'uomo.
Fa parte della cosiddetta scuola trascendentalista anche Harriet Beecher Stowe (1811-1896), scrittrice del romanzo La capanna dello zio Tom (Uncle Tom's Cabin, 1851-1852) che ha una tiratura prodigiosa e influenza positivamente l'opinione pubblica sul problema dello schiavismo. Vicina ai trascendentalisti fu anche Louisa May Alcott (1832-1888), autrice di Piccole donne (1868).

#### Nathaniel Hawthorne

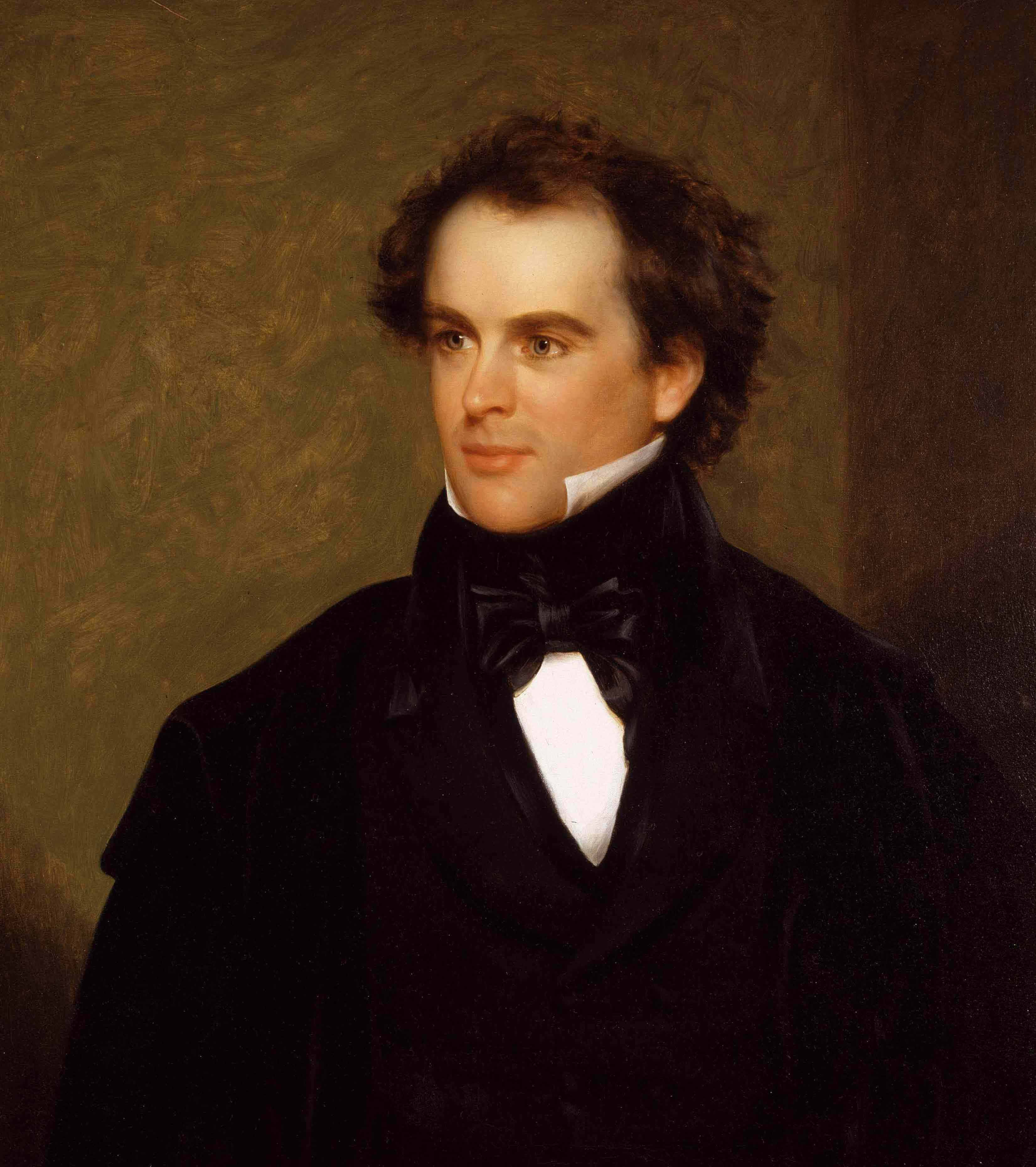
Nathaniel Hawthorne

Nathaniel Hawthorne nasce a Salem, nel Massachusetts, nel 1804. Il primo vero successo gli viene dai volumi dei Racconti narrati due volte (Twice-Told Tales, 1837-1842). Nei suoi racconti la sua fantasia gravita intorno al problema morale, all'allegoria, al simbolo. Tra i racconti migliori troviamo Il velo nero del pastore (The Minister's Black Veil) e L'ospite ambizioso (The Ambitious Guest). La sua visione pessimistica trova la sua forma più perfetta ne La lettera scarlatta (The Scarlet Letter, 1850), giustamente considerato il suo capolavoro. Hawthorne inserisce la sua storia nella Nuova Inghilterra del Seicento. L'ambiente rigido e cupo della Boston coloniale, pervaso da un senso calvinista del peccato, bandisce da sé la protagonista Hester, perché adultera. Ma Hester espia il suo errore con la speranza della misericordia divina e di una più alta comprensione. Il pastore Dimmensdale invece, compagno di peccato, muore torturato dal rimorso. Il terzo protagonista è il dottor Chillingworth, marito di Hester, il quale rimane chiuso nel suo egoismo, roso dal desiderio di vendetta.

#### Herman Melville

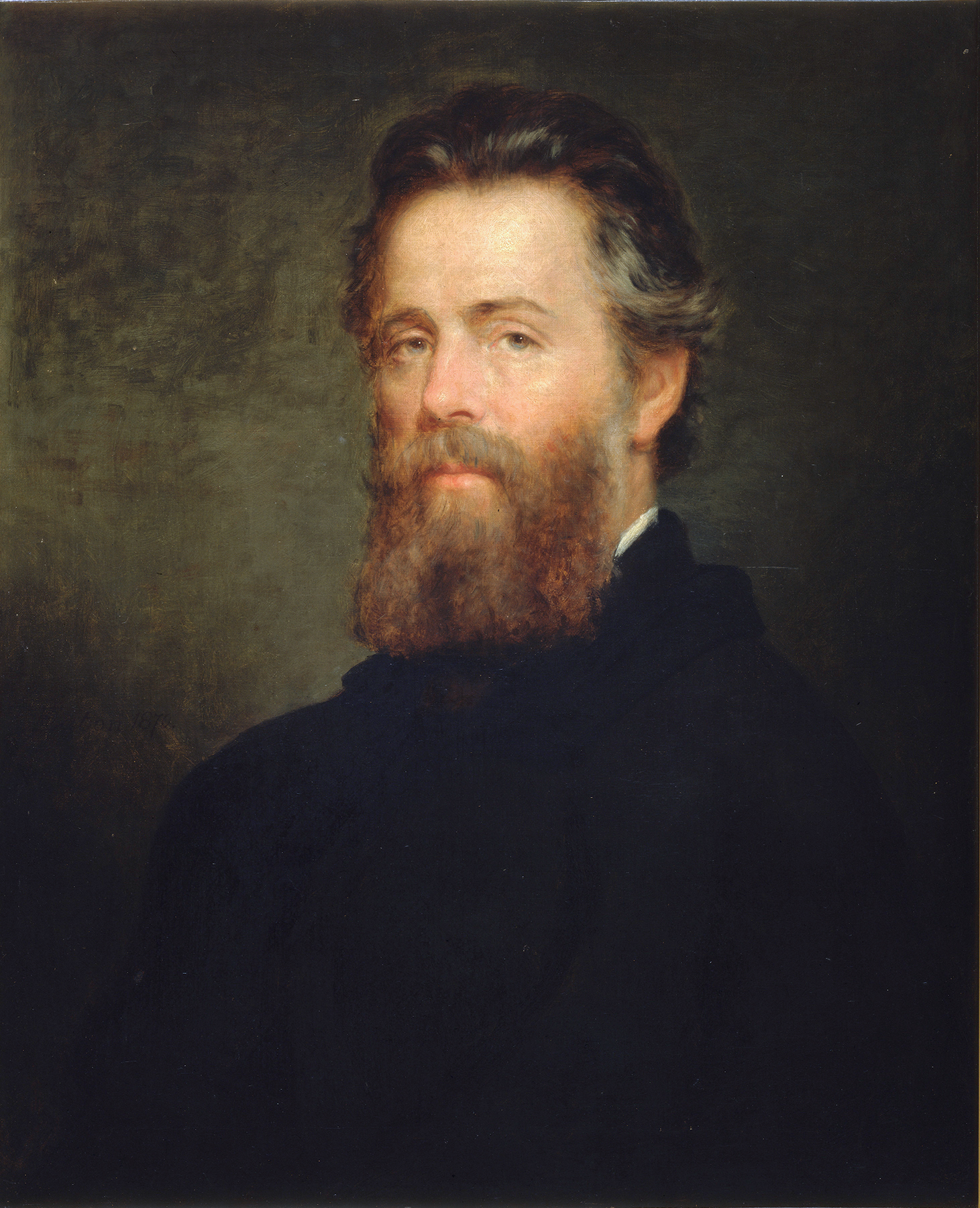
Herman Melville

Melville crea opere veramente americane, espressive di un mondo nuovo che comincia a riconoscersi nettamente distinto dall'Europa. 
I lunghi anni trascorsi in mare offrono a Melville l'ispirazione e l'ambientazione per molte delle sue opere, ma la sua sensibilità quasi impressionistica fa di lui qualcosa di più di un viaggiatore che registra le sue avventure.
Moby Dick ovvero la balena (Moby Dick, 1851) è considerata la sua opera maggiore e uno dei capolavori assoluti della narrativa occidentale. In questo romanzo l'elemento «avventura» si trasforma in mito, e Melville traccia un'autobiografia spirituale. Il tema della lotta del capitano Achab contro l'inafferrabile balena bianca è ricco di sviluppi epici e drammatici e carico di significati simbolici. La lotta finisce con la morte del capitano, mentre sopravvive Ishmael, personaggio che guida il lettore lungo il viaggio.

#### Edgar Allan Poe

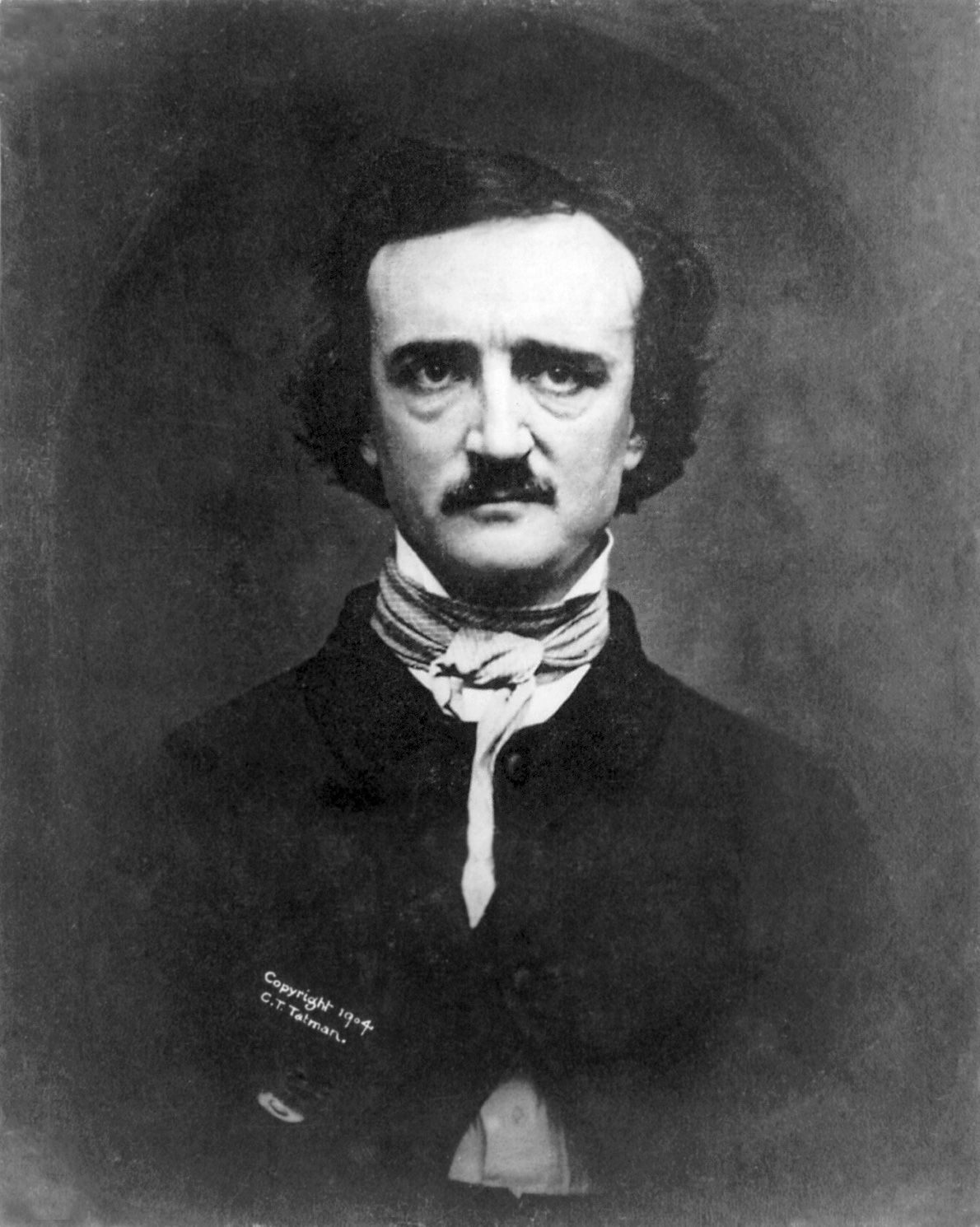
Edgar Allan Poe nel 1848

La produzione letteraria di Poe (1809-1849) non può essere inserita in nessun movimento letterario americano contemporaneo: la sua cultura ha radici nella cultura romantica europea. Egli tenta una nuova estetica della poesia, sganciando l'estetica americana dai presupposti moralistici. Per lui il lettore deve immedesimarsi nella situazione e nei sentimenti che la poesia esprime per mezzo della suggestione attuata con l'insistere su motivi e immagini. La sua teoria, basata sull'unità dell'impressione e sulla necessità della composizione breve, è contenuta nel saggio sul Principio poetico (The Poetic Principle).
La sua originalità consiste soprattutto nell'aver fatto trasparire per la prima volta il subconscio in un linguaggio figurato, nell'aver fatto diventare i motivi romantici espressione del dramma di una psiche malata, arricchendoli di una suggestione ossessiva; fu perciò molto ammirato da Charles Baudelaire, che fu entusiasta divulgatore dell'opera di Poe in Europa.
La fama di Edgar Allan Poe come narratore è legata ai 25 racconti pubblicati nel 1840 sotto il titolo di Racconti del grottesco e dell'arabesco (Tales of The Grotesque and Arabesque): la morte è uno dei temi dominanti della sua narrativa e si concretizza in un simbolismo minaccioso, come ad esempio nei racconti La maschera della morte rossa (The Masque of The Red Death, 1842) e Il pozzo e il pendolo (The Pit and the Pendulum, 1842). 
Edgar Allan Poe è considerato un anticipatore di generi letterari che avranno molta fortuna decenni dopo: il romanzo poliziesco con I delitti della Rue Morgue (The Murders in the Rue Morgue, 1841) e il moderno romanzo d'avventura e l'horror psicologico con Le avventure di Gordon Pym (The Narrative of Arthur Gordon Pym of Nantucket, 1838), il suo unico romanzo.

### La poesia

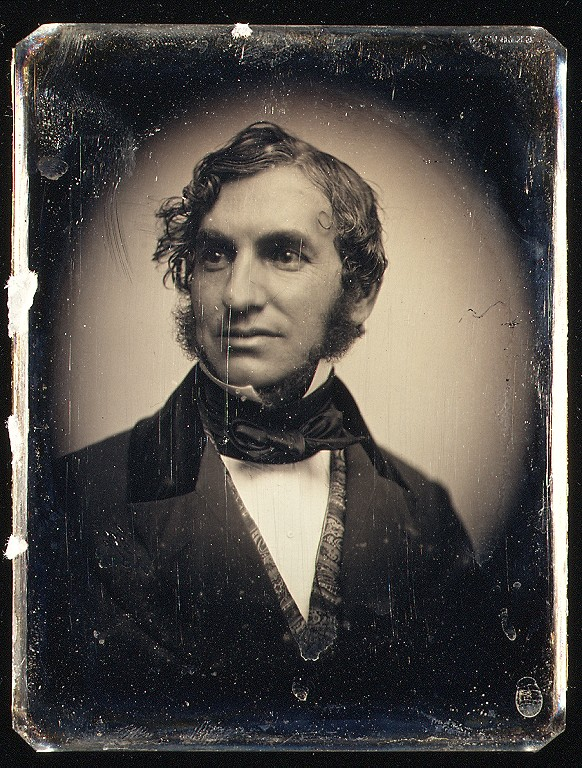
Henry Wadsworth Longfellow

Henry Wadsworth Longfellow (1807-1882) è stato il poeta americano più popolare e più letto del suo tempo, la cui fama raggiunse anche l'Europa. I suoi componimenti (poesie, poemi, ballate e sonetti) hanno come argomento storie di mitologia e leggende, spesso con intenti didattici o moraleggianti; raramente affrontò temi autobiografici o di attualità. Il suo stile, caratterizzato dal frequente uso di metafore, era ed è apprezzato per una piacevole musicalità.

La grande popolarità di cui aveva goduto durante la sua vita andò affievolendosi dopo la sua morte, quando i critici iniziarono a preferirgli poeti considerati più innovativi come Walt Whitman, Edwin Arlington Robinson e Robert Frost (e, più tardi, Emily Dickinson), e il suo stile fu giudicato troppo sentimentale, poco originale, e pedissequo imitatore dei Romantici inglesi. Dal momento che le sue poesie sono sempre presenti nelle antologie scolastiche, durante il XX secolo Longfellow è stato a lungo considerato un "poeta per bambini", ma negli ultimi anni la sua opera è oggetto di rivalutazione.

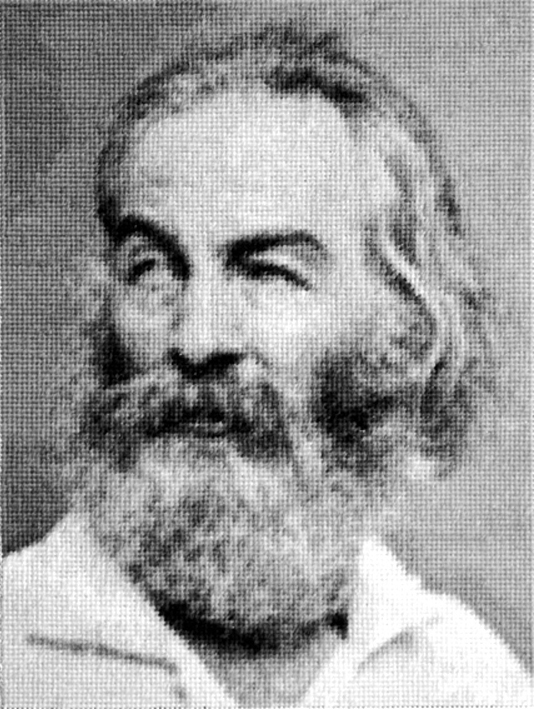
Walt Whitman

Il vero capostipite della poesia autenticamente americana è considerato Walt Whitman (1819-1892), il primo poeta moderno a utilizzare comunemente il verso libero, di cui è considerato in un certo senso l'inventore. Egli inaugura un'espressione ribelle agli schemi tradizionali, intesa ad abbracciare tutte le manifestazioni anche meno poetiche della vita. Cosmicità e senso delle cose minime diventano sinonimi. In tutti i suoi versi, di carattere profondamente naturalistico, risalta il suo immenso amore per le cose familiari e per la sua terra. Il romanticismo europeo aveva da tempo riscoperto il valore delle cose comuni e le aveva investite di valore cosmico e, in effetti, la grande originalità di Whitman è da ricercare più nella forma, con l'uso disinvolto del verso libero. I suoi componimenti hanno l'aspetto di grandi sinfonie dove i valori ritmici assumono un'importanza di primo piano. Come Melville, trova nel mare una fonte inesauribile d'ispirazione e paragona il movimento della sua poesia al libero moto delle onde. Il migliore Whitman convince col suo sano ottimismo, con la celebrazione del sé e dell'individuo e con il suo entusiasmo democratico e profetico. Ha saputo attingere alle fonti vive della vita americana di ogni giorno. La sua opera più famosa, la raccolta poetica Foglie d'erba (Leaves of Grass), pubblicata in diverse edizioni a partire dal 1855, è considerata un classico della letteratura, così come la sua celeberrima poesia O capitano! Mio capitano!.

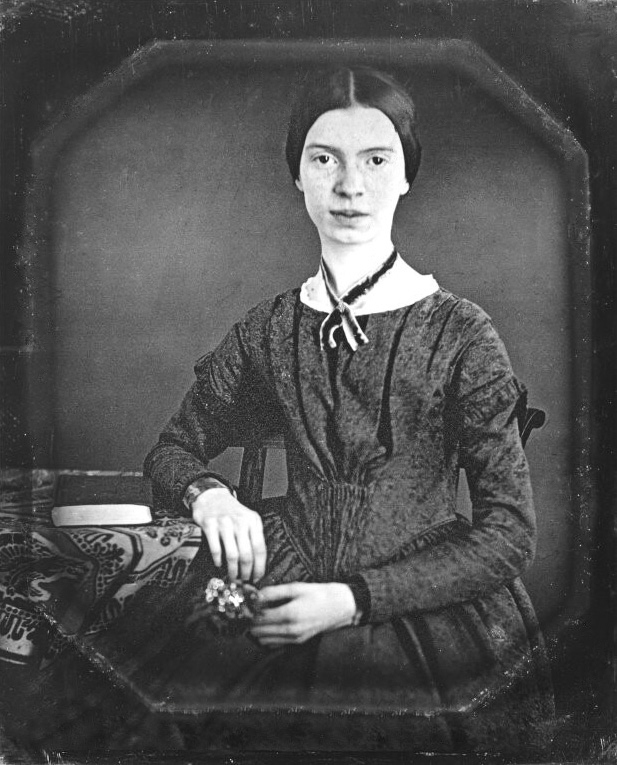
Emily Dickinson

Emily Dickinson (1830-1886) è la maggiore poetessa statunitense. Lo sfondo delle sue poesie è la Nuova Inghilterra, il suo paese natale. In esse riesce a infondere un'atmosfera fantastica, così che le cose familiari diventano potenti simboli. La libertà del suo spirito si manifesta nell'audacia delle immagini, nella freschezza degli epiteti, nell'intimo ripiegamento della sua solitaria individualità. I suoi versi sono pieni di remote allusioni e raggiungono spesso un quasi inesplicabile ermetismo. La sua poesia, con un singolare uso di vocabolario corrente e scelto, anticipa per certi aspetti un gusto più moderno.

## Periodo realista (1865-1945 circa)
Anche in America, dagli elementi del romanticismo che fanno appello ai sensi nasce la nuova scuola realista. Il progresso scientifico contribuisce a far nascere negli scrittori un bisogno di esattezza e una nuova e più disincantata visione della realtà.
Gli autori si fanno più attenti ai paesaggi, alle tradizioni e ai costumi. Sorge una vera e propria scuola del «colore locale», tra i cui esponenti più importanti si può menzionare James Lane Allen. In un primo momento non si può ancora parlare di realismo vero e proprio: restano degli elementi romantici quali una compiacenza per il pittoresco, un amore per i contrasti drammatici. Nel Sud la letteratura del colore locale comincia più tardi e prende una caratteristica nostalgica e pittoresca, cercando di riprodurre il mondo di prima della guerra idealizzandolo.

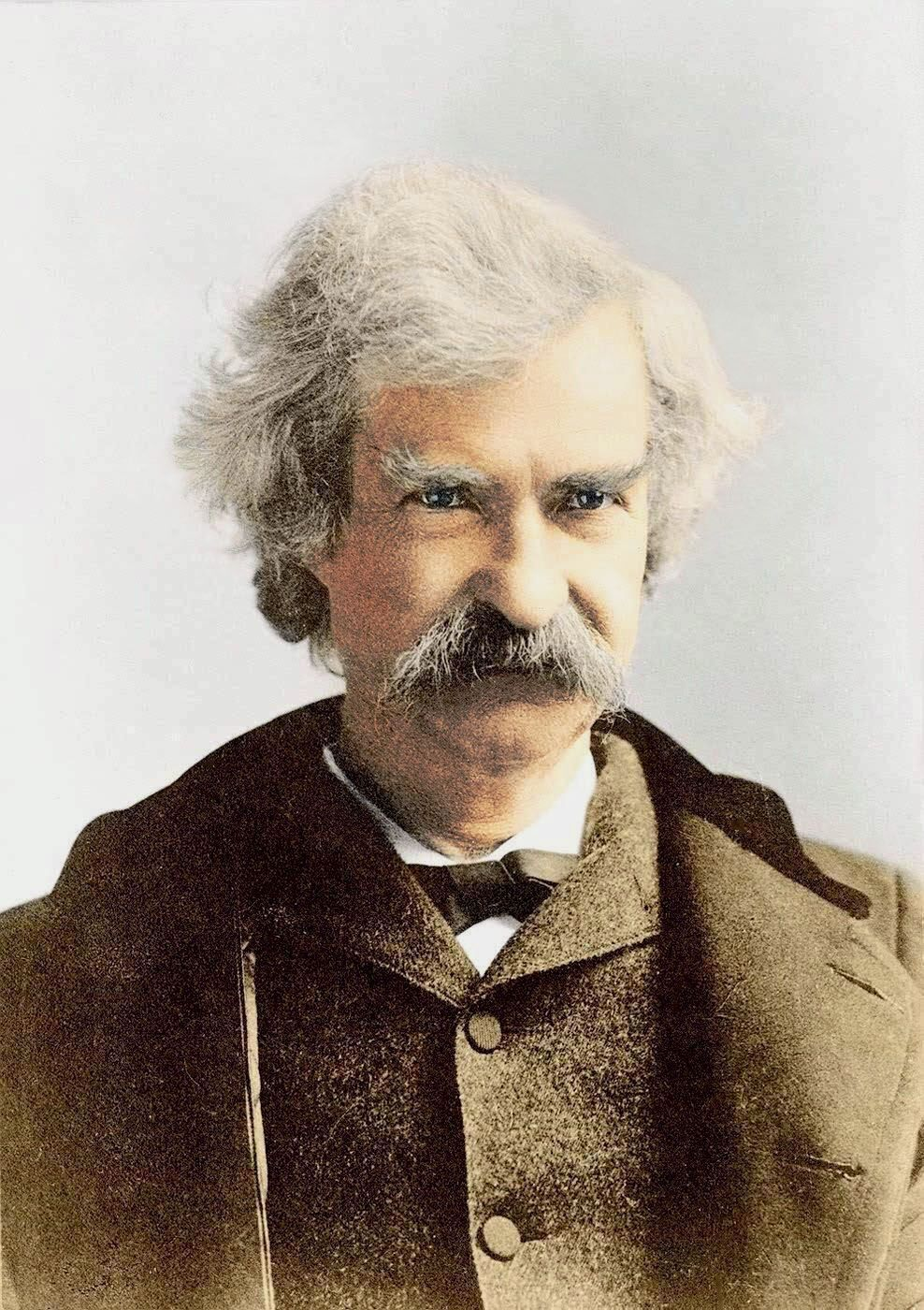
Mark Twain

Mark Twain (1835-1910) contribuisce in modo definitivo ad abbattere la tradizione vittoriana con il suo gusto semplice ma colorito, attento a assorbire e riflettere tutte le cadenze del parlato americano. Nato nel Missouri e cresciuto a Hannibal, sul Mississippi, pilota sui battelli che lo navigavano, lavora poi come giornalista ma diviene presto noto come autore di racconti umoristici e conferenziere brillante; la sua fama è consacrata con una laurea ad honorem a Oxford. Tra le sue opere più importanti: Le avventure di Tom Sawyer (The Adventures of Tom Sawyer, 1876) è un'autobiografia romanzata che rivela nello scrittore un sottile interprete dell'anima infantile; Le avventure di Huckleberry Finn (The Adventures of Huckleberry Finn, 1884-85), uno dei capolavori del romanzo d'avventura e picaresco.
Rebecca Harding Davis (1831-1910) descrive per prima con tocchi di autentico realismo la vita nelle fonderie della Pennsylvania in Vita nelle fonderie del ferro (Life in the Iron Mills, 1861) che la rese rapidamente una scrittrice affermata. Per tutta la sua vita sostenne gli afroamericani, le donne, i nativi americani, gli immigrati e la classe operaia, scrivendo intenzionalmente sulla difficile situazione di questi gruppi emarginati nel XIX secolo. Caduta nell'oblio dopo la sua morte, è stata riscoperta e rivalutata a partire dagli anni settanta.

### Realismo temperato

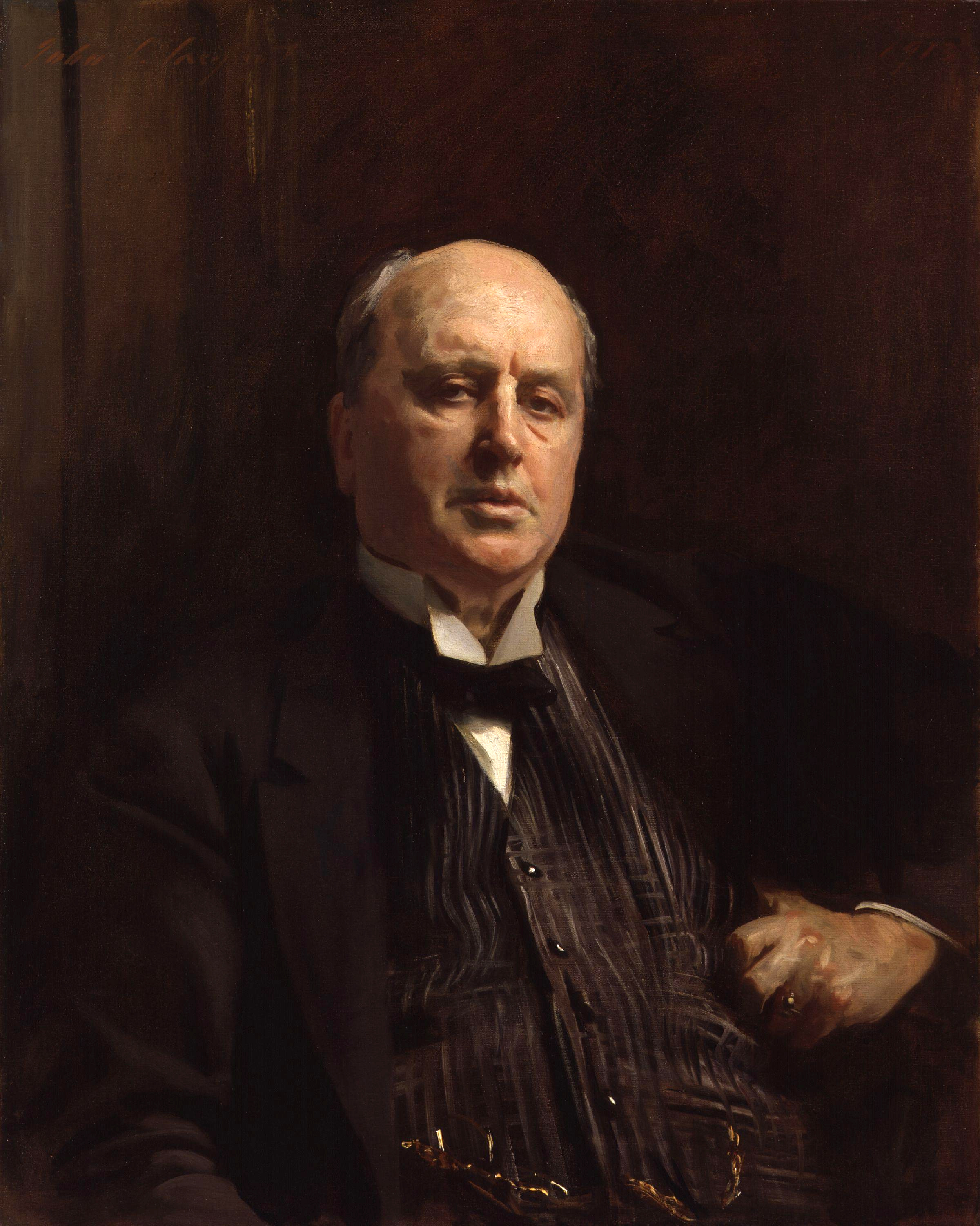
Henry James

Così viene definito quel realismo che rifiuta le crudezze che son care, per esempio, ai naturalisti francesi, e ne ignora la franchezza verbale.
Henry James (1843-1916) può essere considerato uno dei pionieri del romanzo contemporaneo di lingua inglese. 
Non partecipa alla guerra di secessione ed è probabilmente da quel periodo che comincia a formarsi in lui un senso doloroso di impotenza e di straniamento dalla vita. Da giovane passa diversi anni nelle capitali europee. L'America era divenuta per lui qualcosa contro cui reagire e in Europa va in cerca di incontri letterari, di un'educazione spirituale e sentimentale.
Il tema fondamentale della sua opera è: l'americano di fronte all'Europa. In seguito si pone il problema dell'artista in conflitto con la società e del suo pellegrinaggio in cerca di una società. Col romanzo Ritratto di signora (The Portrait of a Lady, 1881) i temi sono già stati messi compiutamente a fuoco, e James entra nel circolo della letteratura europea con una personalità matura e originale. Negli anni dal 1882 al 1897 James abbandona la sua prima maniera ancora abbastanza tradizionale iniziando un periodo sperimentale. I frutti migliori della singolare ispirazione di James sono da cercare nei volumi di novelle e in romanzi come Gli ambasciatori (The Ambassadors, 1903), La coppa d'oro (The Golden Bowl, 1904) e Le ali della colomba (The Wings of The Dove, 1902). Negli ultimi due le protagoniste sono due americane che trionfano in Europa, dopo averne subito l'influenza, per la loro forza di carattere. In questi romanzi James riprende il tema della prima opera, il romanticismo permeato di puritanesimo che gli fa vedere nell'Europa qualcosa di repellente e allo stesso tempo affascinante. La novità consiste nella tecnica di presentazione dei personaggi e delle loro reazioni. Essi non vengono quasi mai presentati direttamente ma da un altro personaggio. È la tecnica che sarà chiamata del punto di vista. In questo modo, la ricchezza dell'analisi viene dilatata all'infinito e il mondo appare come estremamente sfaccettato e complesso. Tra i racconti meglio riusciti possiamo annoverare Il giro di vite (The Turn of The Screw), L'altare dei morti (The Altar of The Dead), La bestia nella giungla (The Beast in The Jungle).
Amica e protetta di Henry James, Edith Wharton (1862-1937) è l'autrice de L'età dell'innocenza (1920), romanzo ambientato nell'alta società newyorkese degli anni settanta del XIX secolo, di cui ben tratteggia caratteristiche, limiti e contraddizioni e che le valse il premio Pulitzer nel 1921, prima donna a riceverlo dalla sua istituzione.

### Realismo radicale o naturalismo

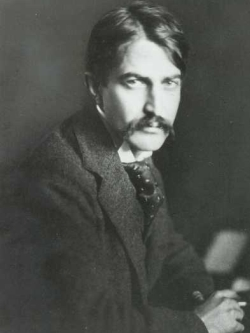
Stephen Crane

Stephen Crane (1871-1900) muore di tubercolosi a 29 anni lasciando due romanzi importanti: Maggie, ragazza di strada (Maggie: a Girl of The Street, 1893) e Il segno rosso del coraggio (The Red Badge of Courage, 1895). Scrittore originale, raggiunge senza influenze esterne una sua maniera: un raccontare nudo, un'ironia secca e amara, una mancanza assoluta di sentimentalismo, una certa oggettività nelle descrizioni, uno stile netto e limpido, ravvivato da immagini poetiche. 
Il primo dei due romanzi diventa un successo di scandalo per la durezza con cui è descritta la vita di una ragazza del popolo di New York. L'altro romanzo è il primo libro moderno di guerra. Viene descritta la figura tragica di un giovane contadino che si arruola inebriato d'entusiasmo e appena arrivato sulla linea del fuoco, dapprima fugge come un vigliacco, poi torna a combattere preso dal furore della carneficina. La guerra è vista senza illusioni, ma l'autore non arriva a negare l'esistenza dell'eroismo. L'affiorare di elementi simbolici arricchisce il significato della narrazione. Crane scrive anche un ottimo racconto: La scialuppa (The Open Boat, 1898).

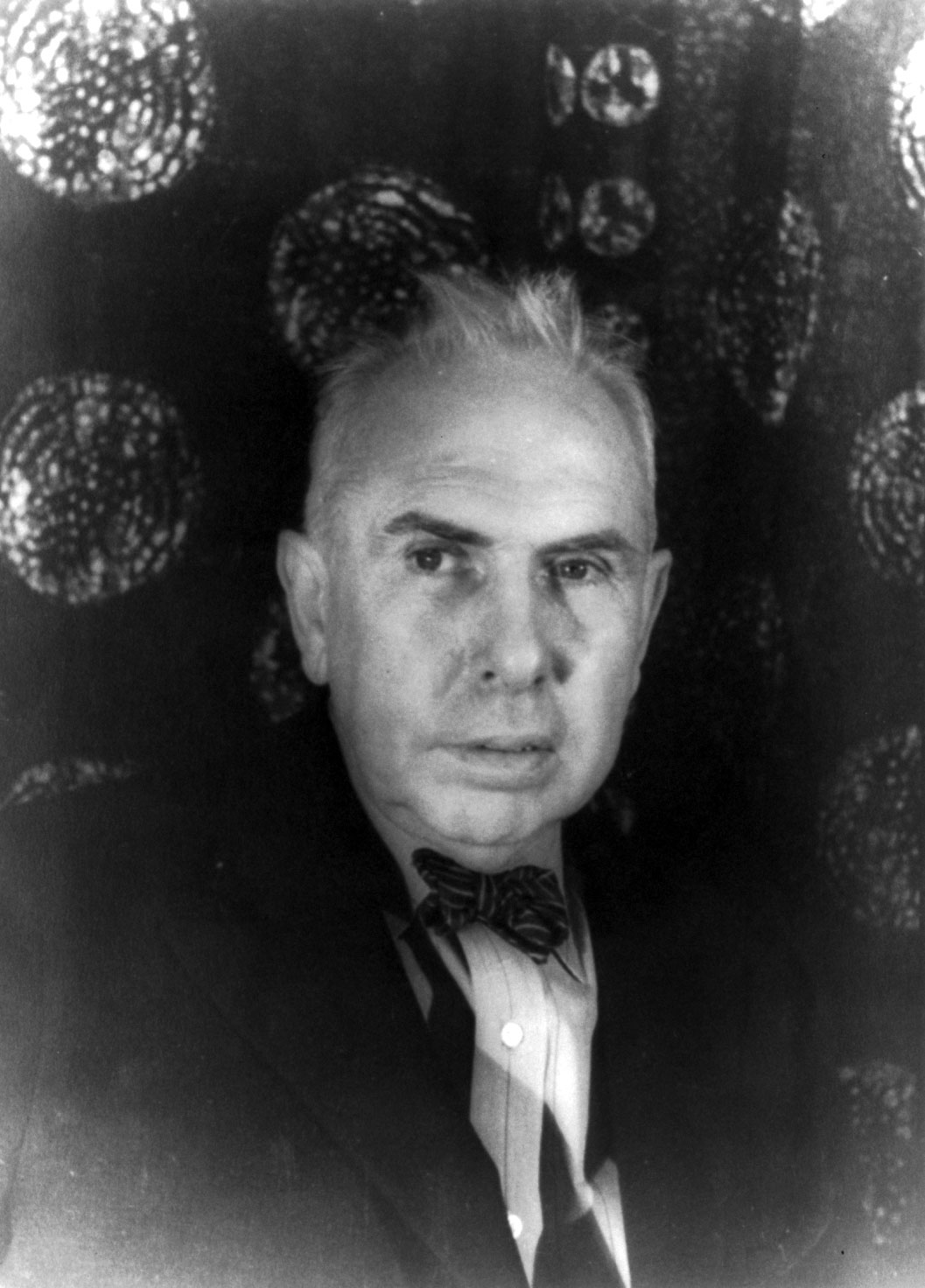
Theodore Dreiser

Theodore Dreiser (1871-1945) inaugura un'epoca nuova della letteratura americana. Ha un'infanzia dolorosa. Il tema della vita crudele e squallida, al centro della sua opera, gli viene infatti dalla sua esperienza personale. La sua visione della vita è quella di un realista oggettivo che però dà importanza ai sogni e alle speranze. Il suo primo romanzo importante è Nostra sorella Carrie (Sister Carrie, 1900) ed è uno studio sulla lotta per raggiungere una posizione sociale sicura e un'esistenza confortevole in cui affiora anche un motivo più profondo: la piena conquista della propria personalità da parte di una ragazza senza cultura e senza mezzi di sussistenza. Sono due temi fondamentali per Dreiser, che applica le leggi di Darwin alla società: l'uomo si muove in base alle proprie necessità biologiche e, nella lotta che consegue, i più deboli rimangono schiacciati. La mancanza di denaro è la vera colpa originale perché implica mancanza di cultura, di amore. In parte autobiografica è la figura del protagonista di Una tragedia americana (An American Tragedy, 1925) il quale ricorda Carrie per la passività dei suoi atteggiamenti: è vittima di forze biologiche e sociali. L'impotenza del protagonista Clyde rende la sua tragedia ancora più cupa. A Clyde manca anche l'illusione della vittoria, cosa che invece aveva Carrie. Nonostante le ristrettezze della sua visione, Dreiser è riuscito a dare il senso di un mondo in evoluzione dove quotidianamente si formano nuove fortune. I fortunati salgono nella scala sociale, i più deboli sono spinti violentemente ai margini.

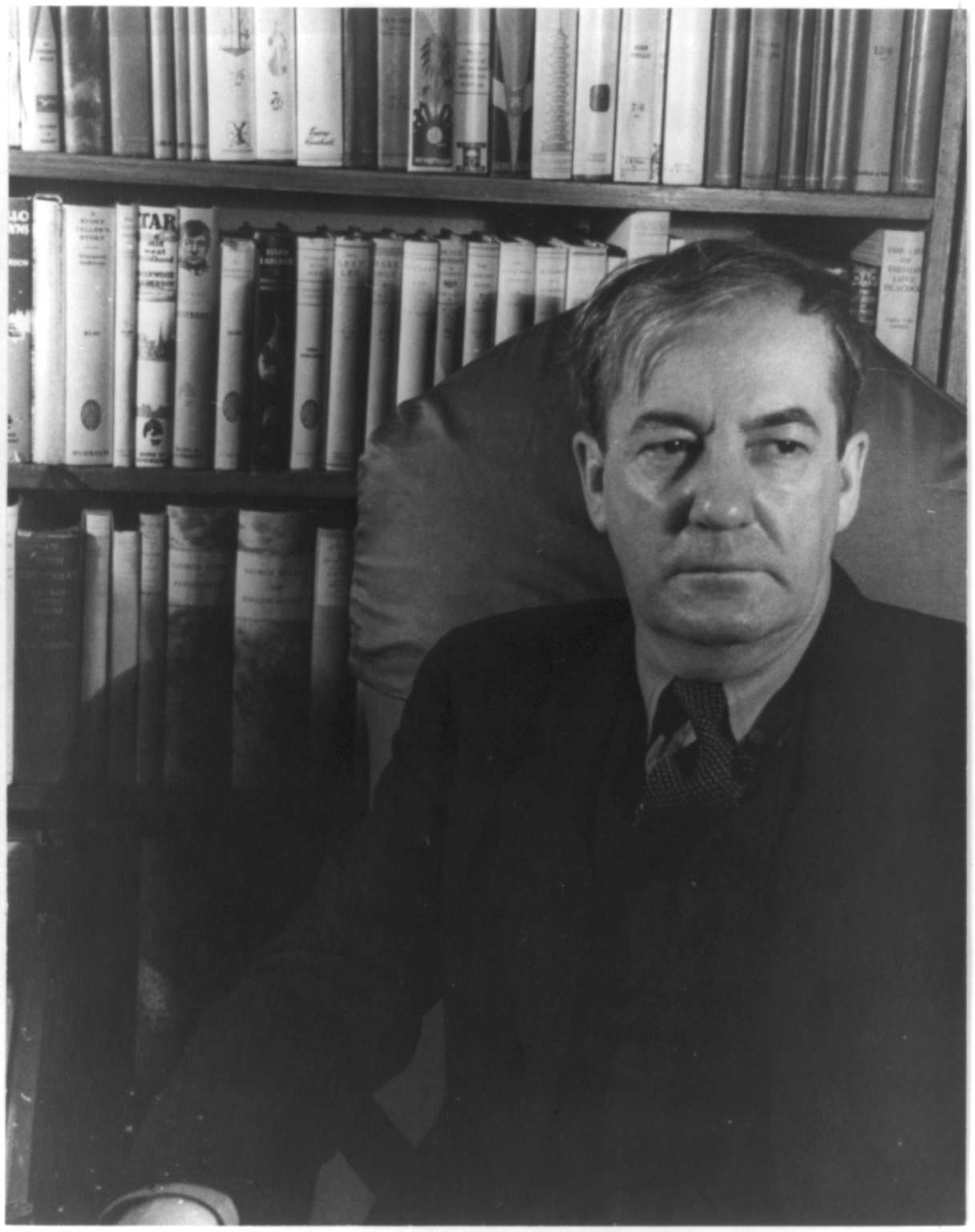
Sherwood Anderson

Sherwood Anderson (1876-1941) passa un'infanzia nomade, partecipa alla guerra ispano-americana e al suo ritorno entra presto in contatto col «Gruppo di Chicago» di cui fa parte Dreiser. Comincia a collaborare con varie riviste. La prima raccolta di racconti, Winesbourg, Ohio (1919), incontra molto favore. Winesbourg è il nome, fittizio, di una cittadina che fa da sfondo ai vari racconti e che ricorda molto la città in cui Anderson passa la prima parte della sua vita. La sua attenzione va all'individuo ferito e incompreso, al suo comportamento e alle sue emozioni. L'opera risulta quindi molto più di una pittura d'ambiente che descrive la vita provinciale americana. Seguono altre raccolte come Il trionfo di un uovo (The Triumph of an Egg, 1921) e il romanzo Riso nero (Dark Laughter, 1925).
Upton Sinclair (1878-1968) ebbe grande successo con il romanzo La giungla (The Jungle 1906), sulla scandalosa condizione dei lavoratori ai mercati di bestiame di Chicago e che fu definito da Jack London "la Capanna dello zio Tom degli schiavi salariati". Unendo la sua attività di romanziere a quella di scrittore di pamphlet politici e di appassionato assertore del socialismo, Sinclair affrontò tutti gli aspetti negativi della società americana in saggi, romanzi e racconti di robusta vena narrativa

### Realismo nel primo dopoguerra (modernismo)

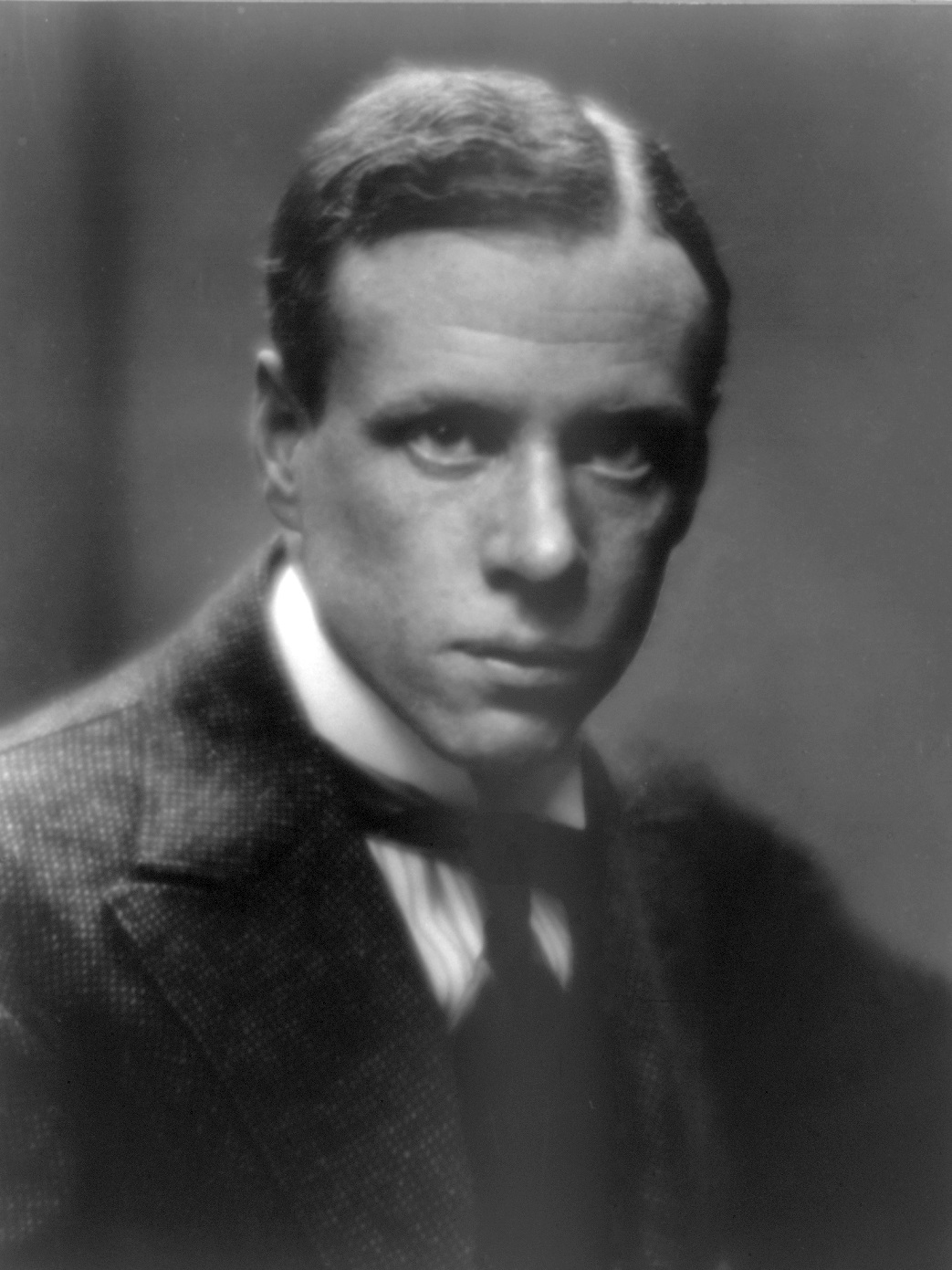
Sinclair Lewis

Sinclair Lewis (1885-1951), primo scrittore americano a vincere il premio Nobel per la letteratura nel 1930, è il tipico figlio di quel Middle West in cui la sua ispirazione è profondamente radicata. Nel 1920 pubblica Main Street, un libro che colpisce e scandalizza un po' tutta l'America. È la storia di una ragazza che vive in un ambiente opprimente che vorrebbe riformare politicamente ed esteticamente. Non è però all'altezza del compito e dopo una permanenza a Washington torna nella sua cittadina dove si inserirà tranquillamente nella routine quotidiana. La città offre un quadro in piccolo di tutta l'America e Lewis non esita ad approfittare di ogni occasione per criticare l'americano medio. Nel 1922 esce Babbitt in cui crea un personaggio umano e allo stesso tempo una figura caratteristica di una società industriale in rapida evoluzione. Babbitt è anche una figura tragica e patetica nei suoi sforzi di essere felice e riuscire nella vita. La produzione della ricchezza è la sua unica preoccupazione. Nei libri successivi si occupa dello studio dei caratteri. Nel 1947 pubblica Sangue reale (Kingsblood Royal) in cui affronta il problema degli afro-americani. L'amarezza della sua satira col tempo rivela il suo fondo genuino: il senso insopprimibile dell'appartenenza a quel mondo che disprezzava.

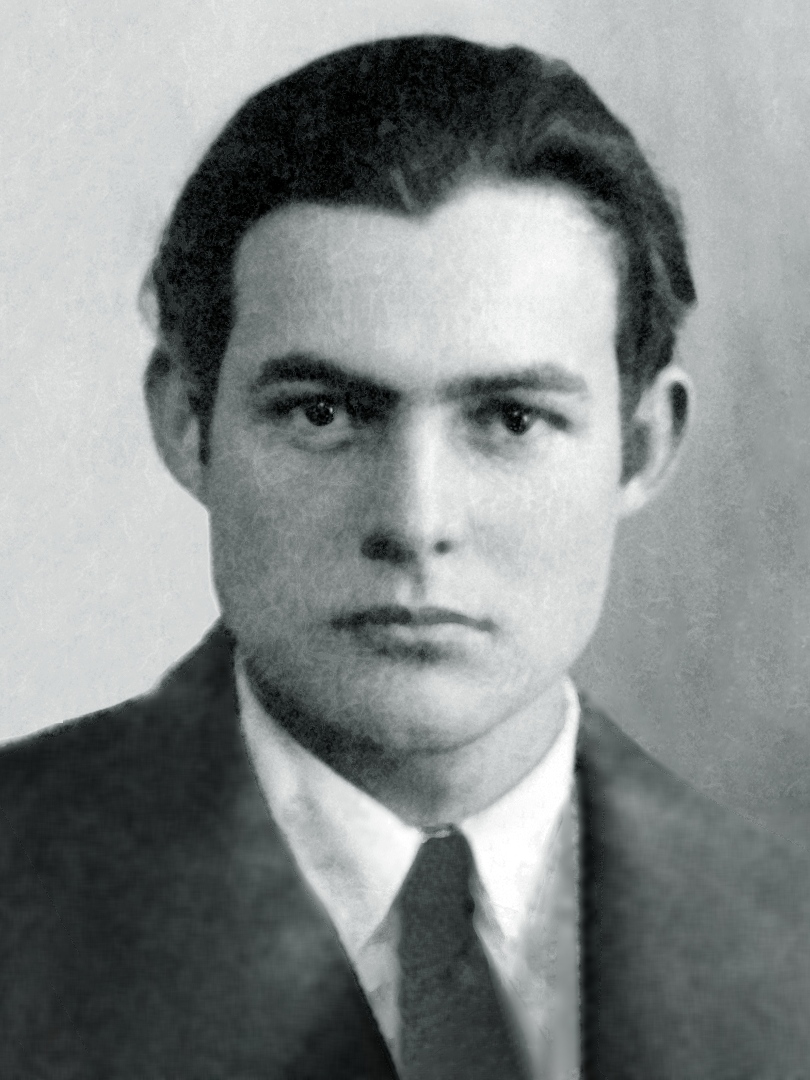
Ernest Hemingway

Ernest Hemingway (1899-1961) è, insieme a Faulkner e Fitzgerald, il più illustre rappresentante della narrativa americana tra le due guerre che giunge a imporsi all'attenzione dell'Europa. Hemingway versa nei suoi racconti e romanzi il senso di immediatezza e la sete di esperienza mai soddisfatta che lo porta da Kansas City, dove esordisce come cronista, un po' dappertutto in America e Europa. Tutti i suoi libri nascono dall'impulso a una narrazione secca, priva di indugi sentimentali. Il suo personaggio emblematico è sempre in fuga di fronte a una realtà che pure vuole comprendere, godere, se non dominare. Nella sua prima raccolta di novelle Ai tempi nostri (In Our Time, 1925) e nei romanzi Fiesta (Il sole sorgerà ancora), (The Sun also Rises, 1926) e Addio alle armi (Farewell to Arms, 1929) dà testimonianza dell'inquietudine sua e del suo tempo. Per chi suona la campana (For Whom The Bell Tolls, 1940) è il frutto dell'esperienza spagnola al tempo della guerra civile. La critica ha salutato Il vecchio e il mare (The Old Man and The Sea, 1952, premio Pulitzer 1953) come una ripresa in cui Hemingway sembra tornare al tono e alla freschezza delle sue opere giovanili. Fu incoronato con il premio Nobel per la letteratura nel 1954.

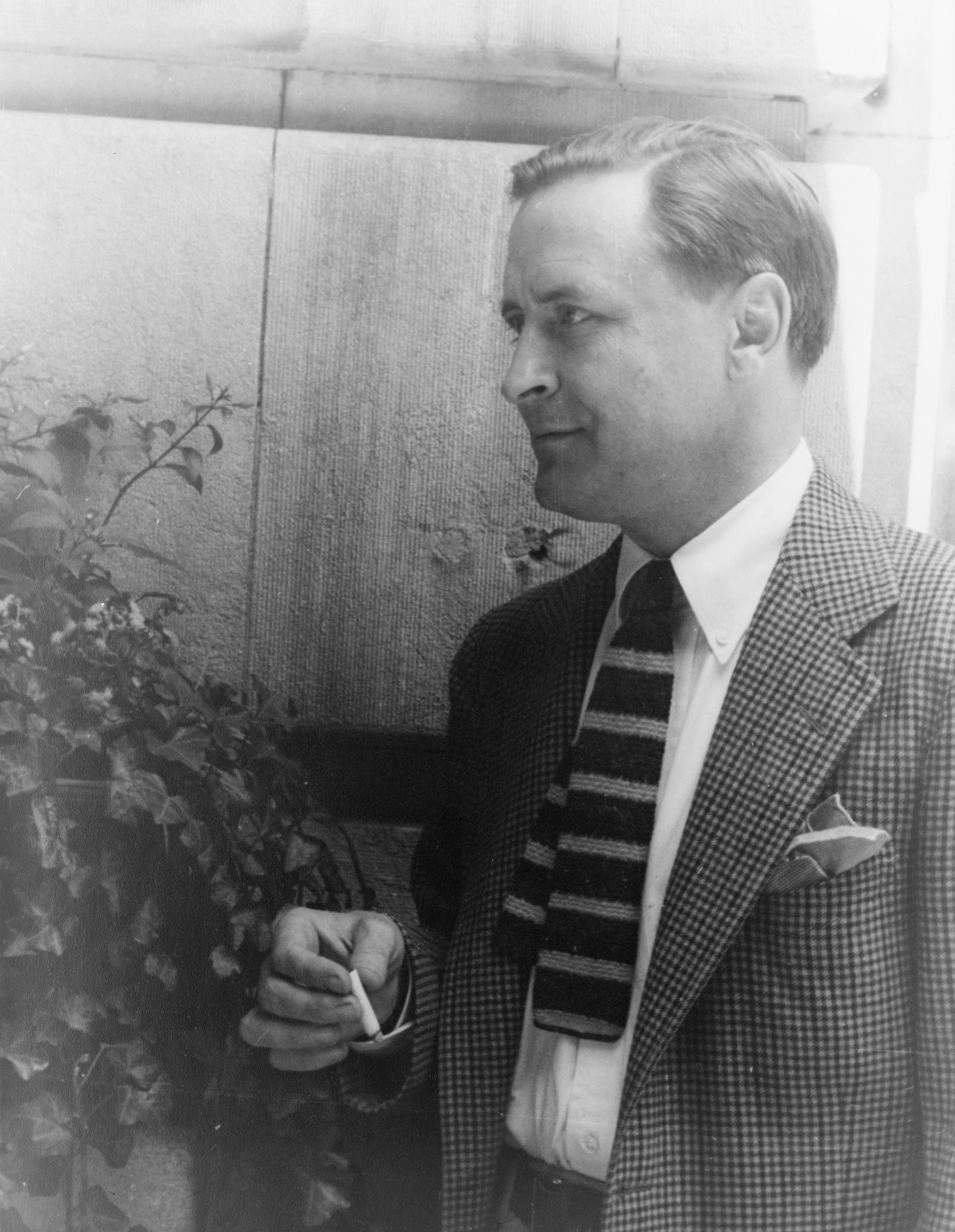
F. Scott Fitzgerald

Insieme a Hemingway, Francis Scott Fitzgerald (1896-1940) è il poeta e lo storico della giovinezza del primo dopoguerra, la cosiddetta generazione perduta. I suoi libri sono dei documenti dei ruggenti anni venti americani, i roaring twenties, l'età del proibizionismo e del jazz. Nei suoi Racconti dell'età del jazz (Tales of The Jazz Age, 1922) e nei romanzi più riusciti Di qua dal paradiso (This Side of paradise, 1920), Il grande Gatsby (The Great Gatsby, 1925) e Tenera è la notte (Tender is the Night, 1934) è riflessa l'esperienza di tutti coloro che non si erano riavuti dal colpo della guerra. Un acre senso di dissoluzione accompagnato dal crollo dei valori è al centro della sua opera; la percezione dell'inevitabile fallimento di ogni ambizione o speranza è approfondita di romanzo in romanzo.

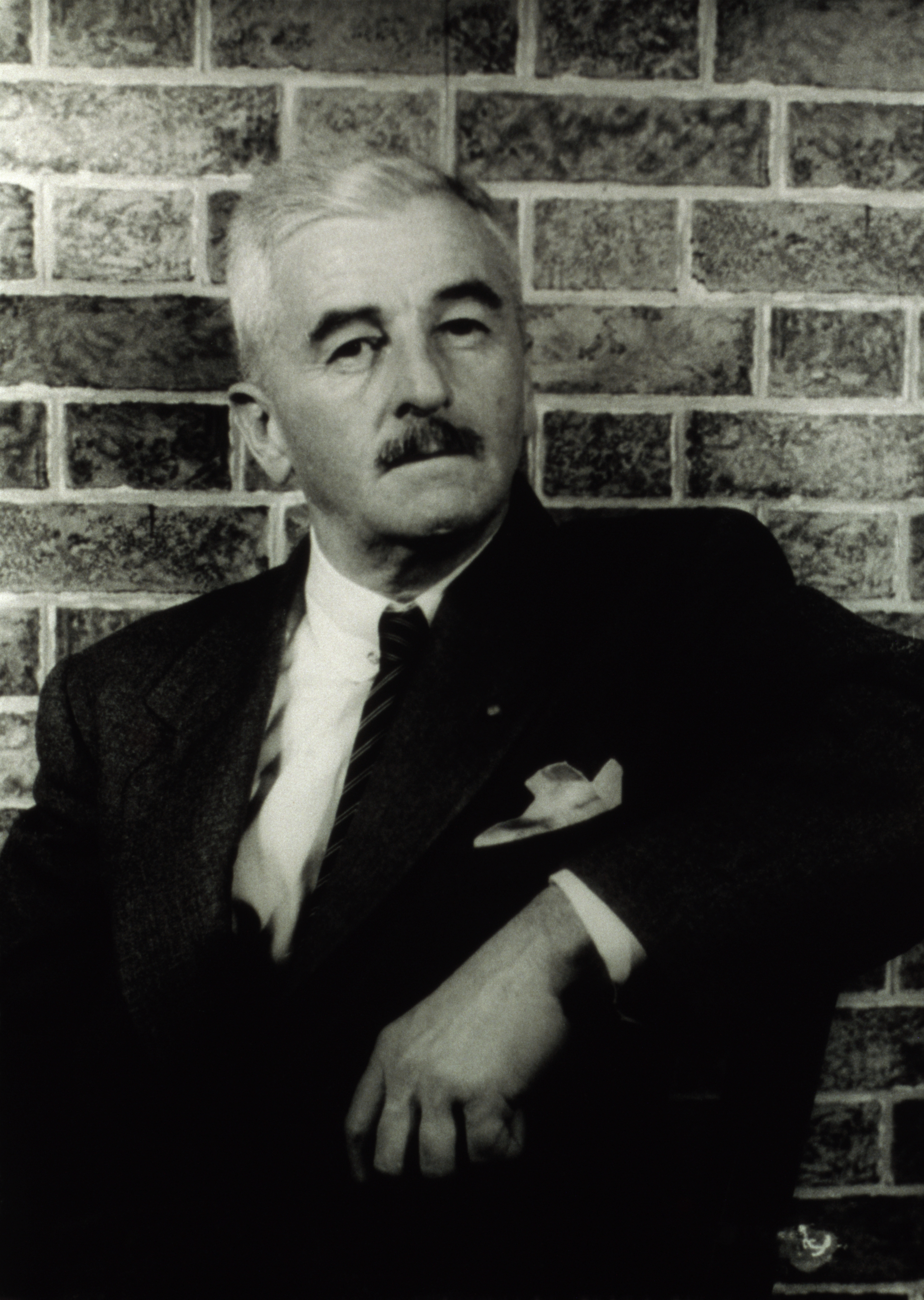
William Faulkner

William Faulkner (1897-1962) si distingue per la sua ostinata fedeltà alla terra natia: la mitica contea di Yoknapatawpha (proiezione ideale del Mississippi ed emblema di tutto il Sud) è lo sfondo costante di una ventina di suoi romanzi. Il Sud visto da Faulkner è una chiusa provincia in cui la tempesta della guerra di secessione è passata lasciando un'incrinatura che niente potrà saldare: le antiche famiglie aristocratiche vivono inutili a sé stesse e agli altri nelle vecchie case che crollano come sotto il peso d'una maledizione in L'urlo e il furore (The Sound and The Fury, 1929). L'equilibrio, una volta rotto, non si stabilisce più, e in un clima saturo di cariche esplosive, i conflitti si acutizzano, primo fra tutti quello razziale, come in Santuario (Sanctuary, 1931) e Luce d'agosto (Light in August, 1932). La costanza nei temi si accompagna in Faulkner a un impegno espressivo che spesso trae origine da una ricerca tecnica esasperata, derivata da un'esperienza culturale di altissimo livello e che verrà premiata con il Nobel nel 1949.

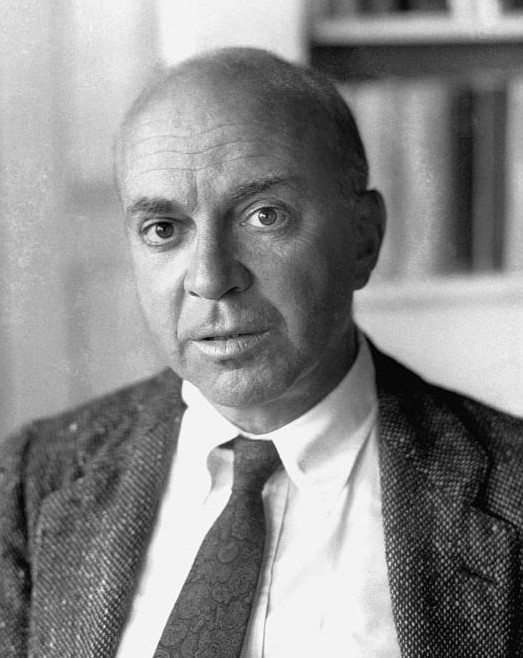
John Dos Passos

John Dos Passos (1896-1970) nelle prime opere si rivela come un Lewis in tono minore, per la vena satirica e l'umorismo che attenuano il tono realistico. A partire da Manhattan Transfer (1925) inizia la sua nuova maniera: nell'intento di ricreare e rendere al lettore il senso e lo spirito di una grande città, New York, la tecnica si fa sempre più complessa. Egli allarga la sua visione di New York a tutta l'America con la trilogia U.S.A (1938): Il 42º parallelo (The 42nd Parallel, 1930); 1919 (1932); Un mucchio di quattrini (The Big Money, 1936). Il periodo coperto dalla trama dei tre romanzi-epopea va dall'anteguerra al dopoguerra. Nelle parti narrative agiscono i personaggi tipici di un'epoca di spostati. Dos Passos mira a dare un quadro complessivo della società americana riflessa in tutti i suoi tipi. La sua opera rivela un'amara concezione della vita e una volontà di critica sociale.

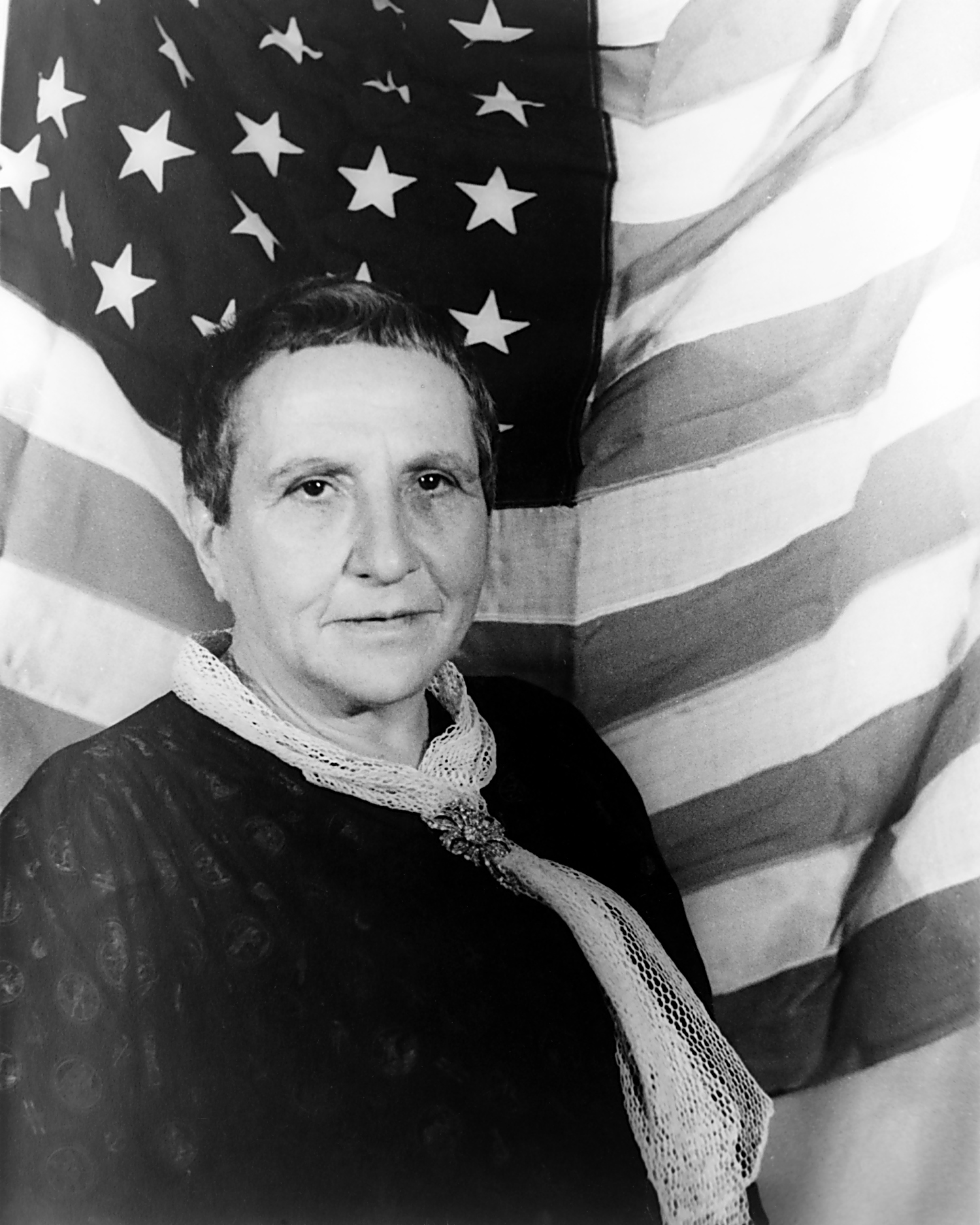
Gertrude Stein

Gertrude Stein (1874-1946), attiva a Parigi dai primi anni del secolo, è importante per il suo ruolo di mediatrice tra la letteratura americana e le correnti europee più aggiornate, ed è considerata come la profetessa ispiratrice della cosiddetta generazione perduta. Diviene la storica di quello che venne definito il «Montparnasse americano» nella Autobiografia di Alice B. Toklas (The Autobiography of Alice B. Toklas, 1933). Nelle sue opere sperimenta una sorta di cubismo o post-impressionismo letterario: l'opposizione all'accademismo per la Stein significava mirare a un massimo di economia nella scrittura, con lo scopo di produrre un'arte libera, nuda e astratta. Il suo interesse si concentra principalmente sul linguaggio e sui problemi dello scrittore.
Le pagine migliori dell'opera di Erskine Caldwell (1903-1987) sono da ricercarsi nei quattro volumi di racconti riuniti in Pentolaccia (Jackpot, 1940) e nei suoi più fortunati romanzi La via del tabacco (Tobacco Road, 1932) e Il piccolo campo (God's Little Acre, 1933). Sotto l'aspetto esteriore del romanzo satirico e burlesco, la protesta di Caldwell riesce a imporsi con la creazione di un tipico sfondo ambientale (aie bruciate, campi improduttivi, case che crollano) su cui si stagliano figure che riescono a superare il puro realismo, grazie alla distorsione fantastica e caricaturale che fa di essi personaggi emblematici.

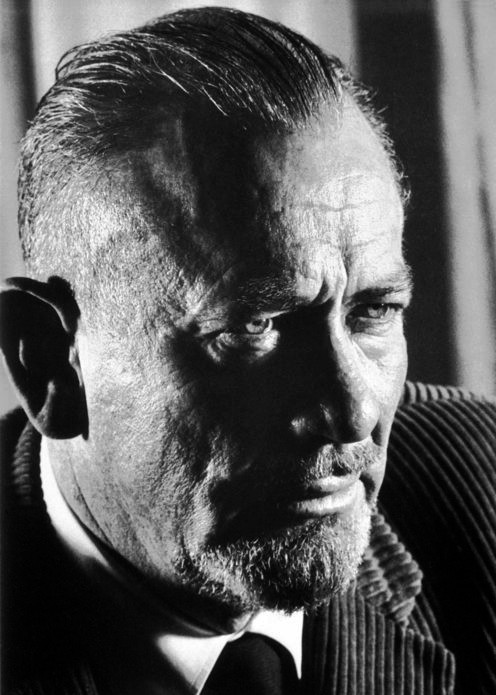
John Steinbeck

John Steinbeck (1902-1968), importante esponente della cosiddetta generazione perduta, manifesta coi primi racconti, raccolti nel volume I pascoli del cielo (The Pastures of Heaven, 1932), un grande senso umoristico che trionfa poi nel brillante romanzo picaresco Pian della Tortilla (Tortilla Flat, 1935). In queste prime opere, frutto di un'ispirazione fresca e originale, si mostra come uno scrittore pieno di talento giornalistico che gli permette di affrontare varie maniere. Si rivela autore ambizioso con i romanzi La battaglia (In Dubious Battle, 1939), Uomini e topi (Of Mice and Men, 1937) e soprattutto Furore (The Grapes of Wrath, 1939), considerato il suo capolavoro e che gli vale il Premio Pulitzer; nel dopoguerra continuò a suscitare l'interesse della critica con La valle dell'Eden (East of Eden, 1952), L'inverno del nostro scontento (The Winter of Our Discontent, 1961) e Viaggio con Charley (Travels with Charley in Search of America, 1962); nel 1962 gli fu conferito il Nobel per la letteratura.

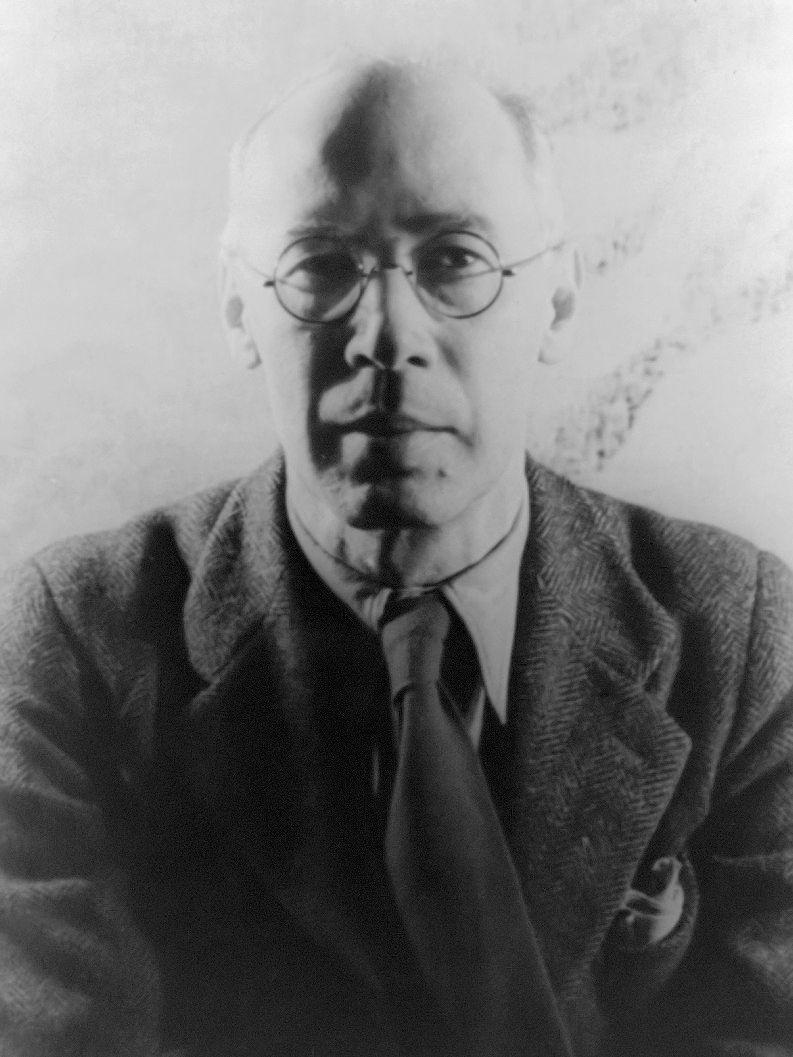
Henry Miller

Henry Miller (1891-1980) è ricordato soprattutto per il suo tentativo di rottura con le forme letterarie del suo tempo, essendosi votato alla ricerca d'una tipologia inedita di romanzo da lui sviluppata con un personalissimo intreccio sperimentale di narrativa memorialistica, romanzo tradizionale, diaristica d'impostazione filosofica e saggistica d'analisi e critica sociale, il tutto articolato con un ampio utilizzo di tecniche letterarie d'avanguardia quali il flusso di coscienza e la scrittura automatica di matrice surrealista (cosa che, in effetti, fungerà d'apripista all'opera della Beat Generation). Le principali opere che seguono questa corrente sono:Tropico del Cancro (Tropic of Cancer, 1934), Black Spring (Primavera nera) e Tropico del Capricorno, (Tropic of Capricorn, 1939).
John Fante (1909-1983) descrive le condizioni degli immigrati italiani in Aspetta primavera, Bandini (Wait Until Spring, Bandini, 1938) e Chiedi alla polvere (Ask the Dust, 1939), ottenendo però un vero successo solo molti decenni dopo.
Sono ancora da ricordare Pearl S. Buck (1892-1973) autrice di La buona terra (The Good Earth) e prima scrittrice americana a vincere il premio Nobel per la letteratura nel 1938, e Thornton Wilder (1897-1975), autore del romanzo Il ponte di San Luis Rey (1927) e vincitore del Premio Pulitzer per il romanzo nel 1928.
Al realismo fa da contrapposto una tradizione marginale di scrittori che inclinano una visione più distaccata dalla realtà, meno impegnata e polemica, proclive all'evasione umoristica o fantastica. Il loro stile è in genere più dichiaratamente letterario e prezioso. Fanno parte di questo genere le opere di O. Henry, James Branch Cabell, Thornton Wilder, Ring Lardner, Damon Runyon, Saul Bellow e William Saroyan.

### La narrativa di genere

#### Il romanzo storico
Per il genere storico, in questo periodo, spicca la figura di Lew Wallace, celebre autore del romanzo Ben-Hur (1880). Grande successo ebbe nel 1936 Via col vento (Gone with the Wind), dramma storico-sentimentale di Margaret Mitchell ambientato durante la guerra di Secessione, da cui fu tratto l'omonimo celebre film.

#### Il romanzo di avventura
Molto importante anche il romanzo di avventura con scrittori noti come Jack London, autore de Il richiamo della foresta (1903) e Zanna Bianca (1906). Inoltre, nel 1912, fa la sua prima apparizione il personaggio di Tarzan, inventato da Edgar Rice Burroughs.

#### il romanzo per ragazzi
Il meraviglioso mago di Oz (1900) di L. Frank Baum (1856-1919) divenne rapidamente un classico della letteratura per ragazzi ed è considerato uno dei precursori del genere fantasy. L'americana di adozione Frances Hodgson Burnett (1849-1924), dopo il successo de Il piccolo lord (Little Lord Fauntleroy, 1885), scrisse Il giardino segreto (The Secret Garden,1910), forse la sua opera più conosciuta. Eleanor Hodgman Porter (1868-1920) è l'autrice di Pollyanna (1913) e del suo seguito Pollyanna cresce (1915). James Oliver Curwood (1878-1927), come il suo contemporaneo Jack London, è stato un cantore del Grande Nord, descritto nel romanzo The Grizzly King (1916). Notevole popolarità conobbe negli anni venti il personaggio di Zorro, creato da Johnston Mc Culley nel 1919. Hugh John Lofting (1886-1947), britannico naturalizzato statunitense, ideò il celebre personaggio del dottor Dolittle nel 1920.

#### Il romanzo poliziesco, l'hard boiled, il noir
Il genere del romanzo poliziesco, la cui origine viene tradizionalmente fatta risalire a I delitti della via Morgue (The Murders in the Rue Morgue, 1841) di Edgar Allan Poe, vive negli anni venti il suo "periodo d'oro". Fra i vari scrittori ricordiamo John Dickson Carr (1906-1977), considerato uno dei grandi autori dell'epoca d'oro del giallo classico ed uno dei maggiori esponenti del cosiddetto enigma della camera chiusa; S.S. Van Dyne (1887-1939), creatore del celebre detective Philo Vance; Ellery Queen, pseudonimo di una coppia di scrittori creatori dell'omonimo investigatore.
Verso la fine degli anni venti, epoca della grande depressione e del proibizionismo, si diffondono le cosiddette riviste pulp, periodici economici che pubblicano storie semplici e violente, con criminali e poliziotti accomunati dagli stessi metodi. Da queste storie e dalle loro atmosfere trae origine la grande svolta letteraria nel poliziesco con l'avvento del genere hard boiled, che si distingue dal giallo deduttivo per una rappresentazione realistica del crimine, della violenza e del sesso. Il primo degli autori ad inaugurare questo genere è Dashiell Hammett (1894-1961): ne Il falcone maltese (The Maltese Falcon, 1930), La chiave di vetro (The Glass Key, 1931) e L'uomo ombra (The Thin Man, 1934) alla tipica struttura del racconto poliziesco viene aggiunta una nuova dimensione: quella di un ambiente particolare e ben caratterizzato. Singolare la figura del poliziotto privato squattrinato e costretto a combattere alla pari coi gangster, incarnato dal suo personaggio, il detective Sam Spade, che rinnova il cliché del tradizionale investigatore alla Sherlock Holmes.
Con stile più letterario e prezioso, sebbene con minore freschezza d'invenzione, Raymond Chandler (1888-1959), mette a punto il genere hard boiled nei suoi libri che hanno per protagonista l'investigatore Philip Marlowe (1939). Altri autori molto noti che afferiscono a questo genere sono Jonathan Latimer (1906-1983), Ross Macdonald (1915-1983) e Mickey Spillane (1918-2006).
Rex Stout (1886-1975) riesce a inserire influenze dell'hard boiled nel contesto del giallo deduttivo classico nei suoi romanzi con protagonisti Archie Goodwin e Nero Wolfe.
Cornell Woolrich (1903-1968), celebre per la sua cosiddetta "serie nera" di libri, utilizza in maniera molto personale sia spunti hard boiled sia elementi più classici per creare un nuovo genere, detto in seguito noir, nel quale dominano i temi angosciosi della morte, del fato, dell'uomo solo nella metropoli minacciosa e dell'amore ingannevole o impossibile. Allo stesso genere, da alcuni considerato un sottogenere dell'hard boiled, appartengono James M. Cain, autore de Il postino suona sempre due volte (1934) e Mildred Pierce (1941) e W. R. Burnett (1899-1982), autore de La giungla d'asfalto (The Asphalt Jungle, 1949).

#### Il romanzo fantastico
Howard Philips Lovecraft (1890-1937), caposcuola della letteratura del soprannaturale, ha rinnovato la narrativa fantastica e dell'orrore, ottenendo però reali apprezzamenti solo dopo la sua morte. Nei racconti del Ciclo di Cthulhu (il più celebre dei quali è Il richiamo di Cthulhu (The call of Cthulhu,1926) ha creato un vasto mondo mitologico popolato da creature sovraumane che governano un cosmo oscuro e indifferente.
Robert E. Howard (1906-1936) fu un prolifico autore di racconti e romanzi dell'orrore, storici e fantasy, fra i quali spicca il popolare ciclo di Conan il Cimmero apparso fra il 1932 e il 1936.
John W. Campbell (1910-1971), autore di racconti e romanzi di fantascienza tra i quali il noto La cosa da un altro mondo (Who Goes There?, 1938), è considerato l'inventore del genere space opera e fondò la rivista Weird Tales, che ospitò gli esordi di molti autori di fantascienza che divennero celebri negli anni successivi.

### La poesia

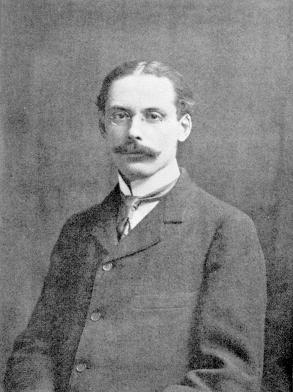
Edwin Arlington Robinson

La critica ufficiale è concorde nel considerare il 1912, anno in cui compare il primo numero della rivista Poetry: A Magazine of Verse, come l'inizio di una nuova fioritura poetica in America.
Edwin Arlington Robinson è la prima voce notevole di poeta americano contemporaneo. È l'interprete più tipico di quella atmosfera del cosiddetto «decadentismo morale». La perdita di Dio e il senso di delusione e di sconfitta dell'uomo sono al centro della sua opera. Si ridesta in lui, convinto che quanto di terribile c'è nell'esistenza abbia un significato, la tradizione del vecchio puritanesimo. Allo scelto materiale poetico dei vittoriani contrappone il brutto, l'orrido, lo spietato, l'ironico; e alle tante composizioni dedicate alla natura contrappone una notevole quantità di versi rivolti soltanto all'uomo. Indica così il modo per liberarsi dalla maniera dei poeti americani modellati dal vittorianesimo. I suoi libri di versi più significativi sono: I bambini della notte (The Children of The Night, 1897), Captain Craig (1902), La città lungo il fiume (The Town Down The River, 1910) e L'uomo contro il cielo (The Man Against The Sky, 1916).

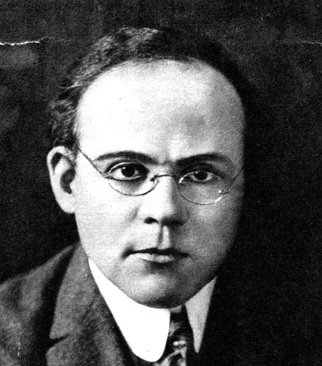
Edgar Lee Masters

Edgar Lee Masters scrive l'Antologia di Spoon River (Spoon River Anthology), che esce nel 1915, dopo aver letto l'Antologia greca che gli suggerisce lo schema adatto per un progetto che da tempo aveva in mente: l'accurata descrizione del materiale umano di una piccola città di provincia. Altra fonte d'ispirazione sono i monologhi drammatici di Robinson. Nell'opera di Masters, attraverso gli epitaffi incisi sulle tombe di un cimitero dell'Illinois il lettore viene a conoscenza di ciò che è accaduto ai defunti, fino a ottenere un quadro completo e drammatico di ciò che c'è di più reale in una città di provincia. Il valore dell'opera sta nel senso dell'esistenza individuale, nell'incisiva caratterizzazione e nella inestinguibile sete di verità umana.

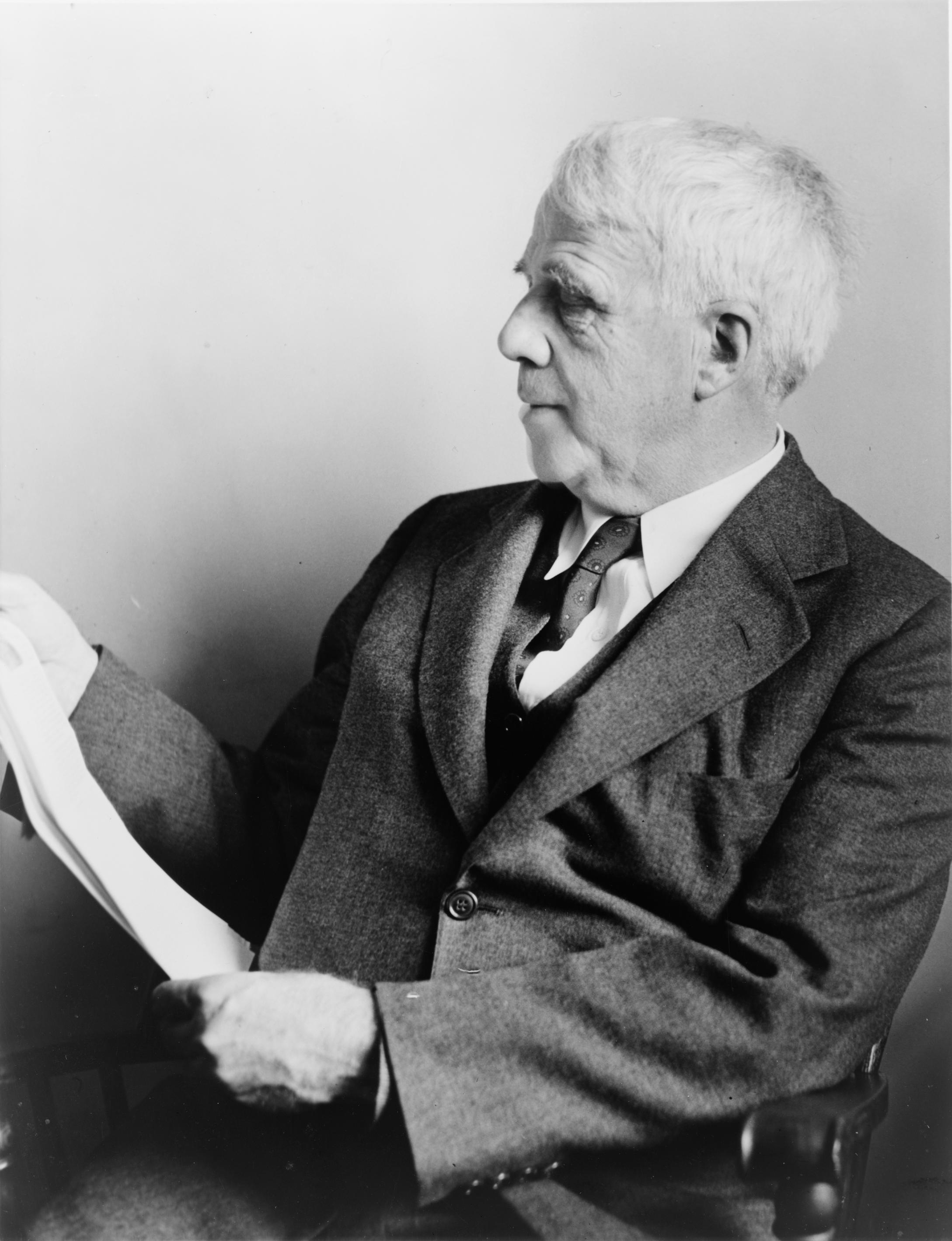
Robert Frost

Robert Frost si caratterizza come poeta della campagna e della vita rurale fin dalle prime raccolte di versi: Interludi e poesie (Interludes and Poems, 1908), Emblemi d'amore (Emblems of Love, 1912). La nota più caratteristica della sua produzione è quella di una calma classicità, che sa però contenere anche gli sconvolgimenti della tragedia. 
I principali libri del poeta sono: A nord di Boston (North of Boston, 1914), Intervallo montano (Mountain Interval, 1916), New Hampshire (1923), Ruscello che va verso ovest (West-Running Brook, 1928), Ancora più avanti (A Further Range, 1936), Chiuso per sempre (Closed for Good, 1949).

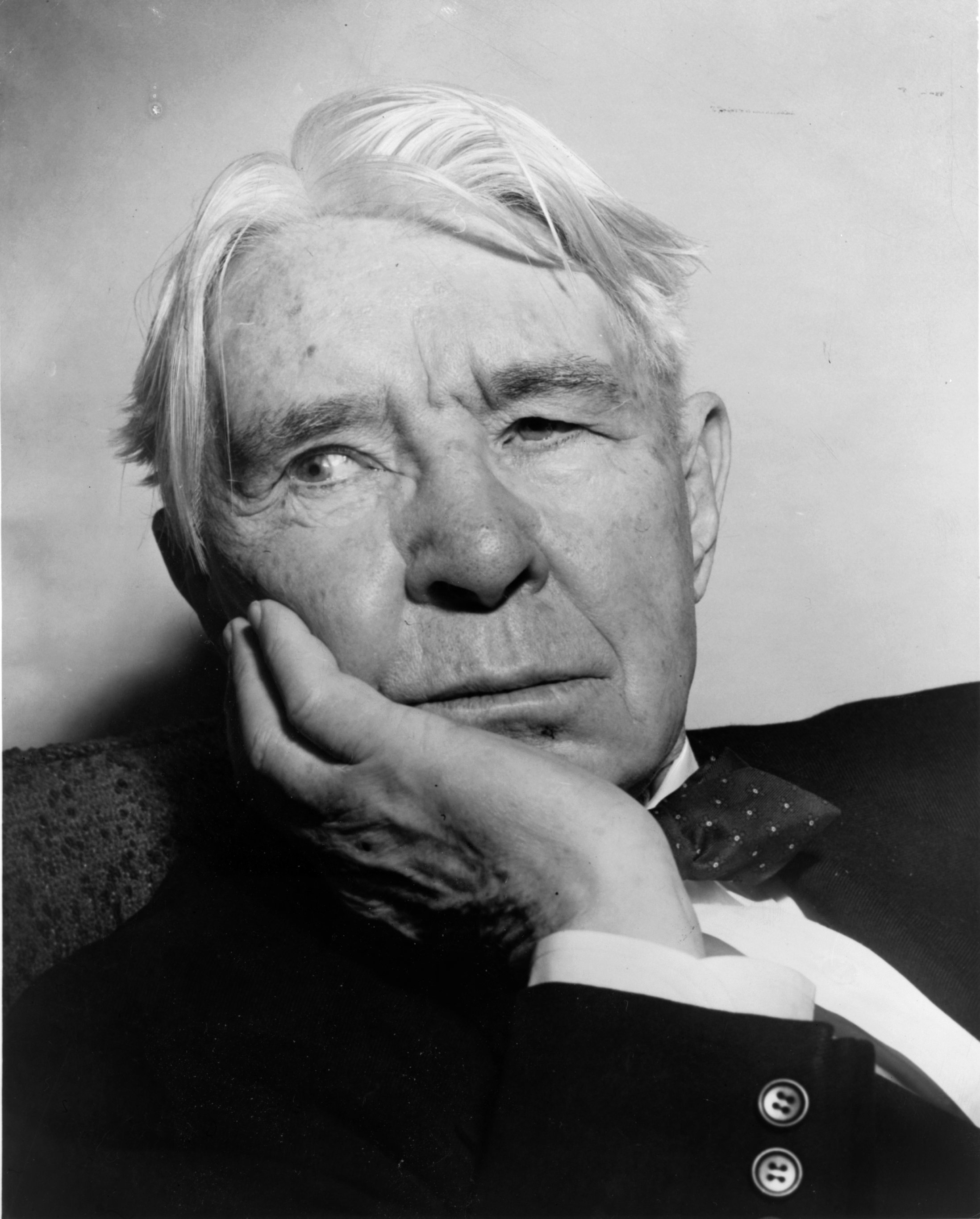
Carl Sandburg

La prima raccolta poetica di Carl Sandburg, Poesie di Chicago (Chicago Poems, 1916), mostra una poesia nuova e originale. Sebbene l'asprezza dei versi avesse suscitato delle critiche, questa raccolta gli guadagna un'improvvisa e genuina fama. La dura e violenta vita americana è ritratta con gusto impressionistico e con l'uso del linguaggio dei bassifondi. Quella vita è però guardata con ottimismo e simpatia, specialmente quando si tratta delle classi sofferenti e operaie, viste come espressione di una promessa democratica.
Letture di Nietzsche e Spengler aiutano l'inclinazione di Robinson Jeffers ad assimilare il tragico della decadenza morale del Novecento; Freud, l'antico teatro greco e quello elisabettiano completano il substrato culturale d'una visione orrenda e possente della tragedia dell'umanità. Nei suoi poemi narrativi sembra che non ci siano limiti alla crudeltà, al pervertimento dei personaggi. Però, come per contrasto, c'è una sensibilità aperta a concepire ed esaltare la bellezza del mondo naturale. I suoi libri più noti sono: Tamar e altre poesie (Tamar and Other Poems, 1924), Le donne di Point Sur (The Women at Point Sur, 1927), Cawdor e altre poesie (Cawdor and Other Poems, 1928), La fattoria di Thurso e altre poesie (Thurso's Landing and Other Poems, 1933), Poesie scelte di Robinson Jeffers (The Selected Poetry of Robinson Jeffers, 1938).
Collocato fra modernismo, avanguardia e imagismo, E. E. Cummings è celebre per il suo uso poco ortodosso delle maiuscole e delle regole della punteggiatura, e per il fatto di servirsi delle convenzioni sintattiche in modo avanguardista e innovativo. Nei suoi scritti si trovano segni di punteggiatura inaspettati ed apparentemente fuori posto che interrompono frasi intere o perfino singole parole. Molte delle sue poesie, per via dell'accurata disposizione grafica dei versi, sono più facilmente comprensibili sulla pagina scritta, rispetto alla lettura ad alta voce. Tra le sue opere principali: Tulipani e camini (1923), XLI Poesie (1925), Poesie 1923-1954 (1954).

#### L'imagismo

Ezra Pound

Ezra Pound (1885-1972), esponente del modernismo, fonda il movimento imagista del quale fanno parte anche William Carlos Williams, Amy Lowell e Marianne Moore. L'obiettivo ultimo di questi poeti è una descrizione accurata, precisa e definita; ogni poesia è come un mosaico di parole in cui ognuna di esse va collocata con esattezza. Ammirano molto la poesia orientale per la sua intensità ed economia. Pound però si stacca presto dalla corrente da lui iniziata. Egli è un poeta erudito che ama inserire nella sua poesia complessi riferimenti letterari e storici: il suo contributo è stato fondamentale allo sviluppo del gusto moderno e ha avuto una grande influenza sugli scrittori a lui contemporanei. Tra le sue opere più importanti si segnalano: A lume spento (1908), Exultations (1926), Canzoni (1911), Ripostes (1912), Cantos (1948).
Anche T. S. Eliot, benché visse in Inghilterra gran parte della sua vita, era nato negli Stati Uniti e può essere considerato un poeta americano.

### Il teatro
Fra la fine dell'Ottocento e i primi anni del nuovo secolo il teatro americano guarda ancora molto ai modelli europei, soprattutto alla diffusione del Realismo.
James Herne (1839 – 1901) risente dell'influenza di Ibsen, Hardy e Zola nel suo tentativo di perseguire realismo, verità e qualità letteraria. Diventa celebre con la commedia Amici per la pelle (1879), scritta con David Belasco e per la profonda opera sociale Margaret Fleming (1891), incentrata sull'adulterio.
Anche Augustin Daly (1838 – 1899) si ispira ai modelli europei, aggiornando testi di Victorien Sardou, di Charles Dickens e di Salomon Hermann Mosenthal; dalla Deborah di quest'ultimo ricava la sua prima opera rappresentata, intitolata L'abbandonata (Leah the forsaken, 1862). Su un livello di maggiore originalità si possono considerare le successive Sotto la luce a gas (Under the gaslight, 1867); Un lampo (A flash of lightning, 1868); La sciarpa rossa (The red scarf, 1869); Divorzio (Divorce, 1871); Orizzonte (Horizon, 1871); Pique (1875).
Bronson Howard (1842-1908) ottiene grande successo di critica e di pubblico con la commedia Saratoga (1870), innovativa perché rispecchiante le figure e le caratteristiche della società statunitense.Tra i suoi lavori successivi, che tengono alta la sua popolarità sia in America sia in Europa, si ricordano Young Mrs. Winthrop (1882),  One of our Girls (1885), Shenandoah (1889).
Altri celebri autori teatrali attivi fra la fine dell'Ottocento e i primi del Novecento sono David Belasco, Steele MacKaye, William Dean Howells, Dion Boucicaul e Clyde Fitch.
Alla fine degli anni Venti, le profonde trasformazioni avvenute nella società americana durante la Grande Depressione hanno effetto anche sulla produzione teatrale degli Stati Uniti, e i lavori iniziano ad affrontare tematiche sociali come disoccupazione e immigrazione. Opere come Qui non è possibile (It Can't Happen Here, 1935) di Sinclair Lewis e The Cradle Will Rock (1937) di Marc Blitzstein  suscitano molte controversie.

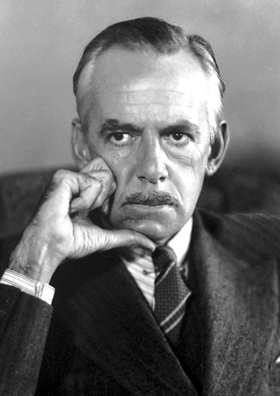
Eugene O'Neill

Eugene O'Neill (1888-1953) è il più celebrato drammaturgo statunitense di questo periodo, insignito del premio Nobel per la letteratura nel 1936. O'Neill attinge strumenti, tecniche e idee da tutto il teatro europeo, riutilizzando e ricreando elementi tipici del teatro greco (come il coro e le maschere), le tecniche del melodramma e, soprattutto, quelle del realismo ibseniano, fuse con quelle dell'espressionismo di August Strindberg. Il suo è il primo tentativo di trattare criticamente gli elementi di corruzione, disgregazione e alienazione della civiltà statunitense. Fra i suoi drammi, diventati ben presto dei classici del teatro contemporaneo, ricordiamo Anna Christie (id., 1920, premio Pulitzer),  Desiderio sotto gli olmi (Desire Under the Elms, 1925), Strano interludio (Strange Interlude,1928, premio Pulitzer), la monumentale trilogia Il lutto si addice ad Elettra (Mourning Becomes Electra, 1931), Lungo viaggio verso la notte (Long Day's Journey into Night, 1941, in scena 1956, premio Pulitzer). 
Altri importanti drammaturghi attivi nella prima metà del secolo sono, fra gli altri, Booth Tarkington, Thornton Wilder, Lillian Hellmann, Marc Connelly, Owen Davis, William Saroyan; fra i commediografi, si citano George S. Kaufman, autore spesso in coppia con Moss Hart o a volte con Edna Ferber, Robert E. Sherwood, Donald Ogden Stewart, Charles MacArthur.

## Il dopoguerra

### Il romanzo
Dopo la grande fioritura del romanzo realista assistiamo nella narrativa americana all'affiorare di nuove esigenze come il bisogno di calare il mito nella realtà, di arricchire l'esistenza di significati più alti.

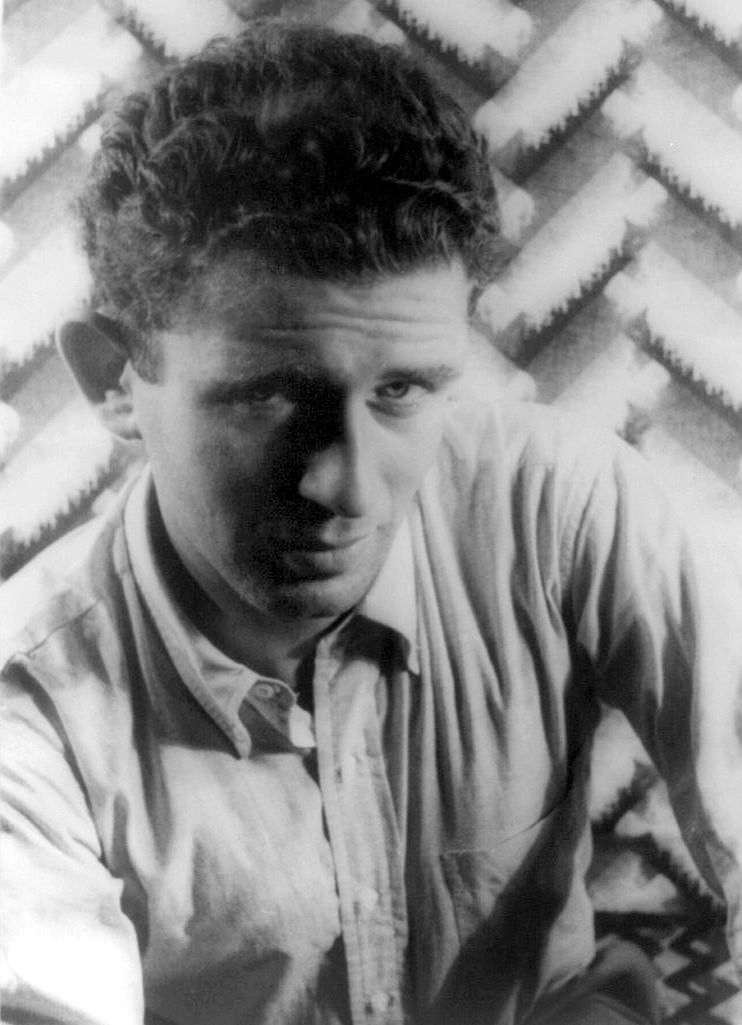
Norman Mailer

Subito dopo la guerra, Norman Mailer (1923-2007) scrive Il nudo e il morto (The Naked and The Dead, 1948) che è considerato l'analogo americano a Niente di nuovo sul fronte occidentale di Remarque; la descrizione degli orrori della guerra è ispirata e sorretta da una posizione estremamente critica nei confronti dei responsabili della guerra stessa. Nel 1955 è il fondatore a New York della celebre rivista The Village Voice, con cui inizia una battaglia contro la società americana totalitaria, repressa, repressiva e nevrotica, facendosi portavoce della rivolta beat prima e hippy poi, di cui anticipa in parte la filosofia nel saggio Il bianco negro (The White Negro, 1957) in cui descrive e diffonde lo stile di vita detto hipster. In quest'opera Mailer getta le basi di un misticismo della carne, ispirato alla spontaneità, alla violenza e alla ricerca di sensazioni immediate che sarebbero proprie secondo lui degli afroamericani degli ambienti del jazz, come una forma di esistenzialismo americano della classe media bianca.
Poco coinvolto nei dibattiti letterari dell'epoca, lo scrittore e musicista Paul Bowles (1910-1999) vive a Tangeri la maggior parte della sua vita da espatriato, dove concepisce la sua opera più apprezzata, Il tè nel deserto (The Sheltering Sky, 1949), la storia di una coppia di americani in crisi le cui esistenze vengono travolte dal contatto con la cultura del Sahara. Il tema del declino dell'uomo civilizzato ritorna costantemente nella sua opera; per queste sue posizioni critiche nei confronti della società occidentale, Bowles diventa un punto di riferimento per la comunità di giovani scrittori americani che si recano in quegli anni in Marocco, segnatamente quelli della Beat Generation (Burroughs, Kerouac, Ginsberg, vedi oltre). Considerato scrittore raffinato ed eccentrico, dalla prosa elegantemente scarna, per molti anni è stato poco noto al grande pubblico; a partire dagli anni ottanta è stato oggetto di una graduale riscoperta.

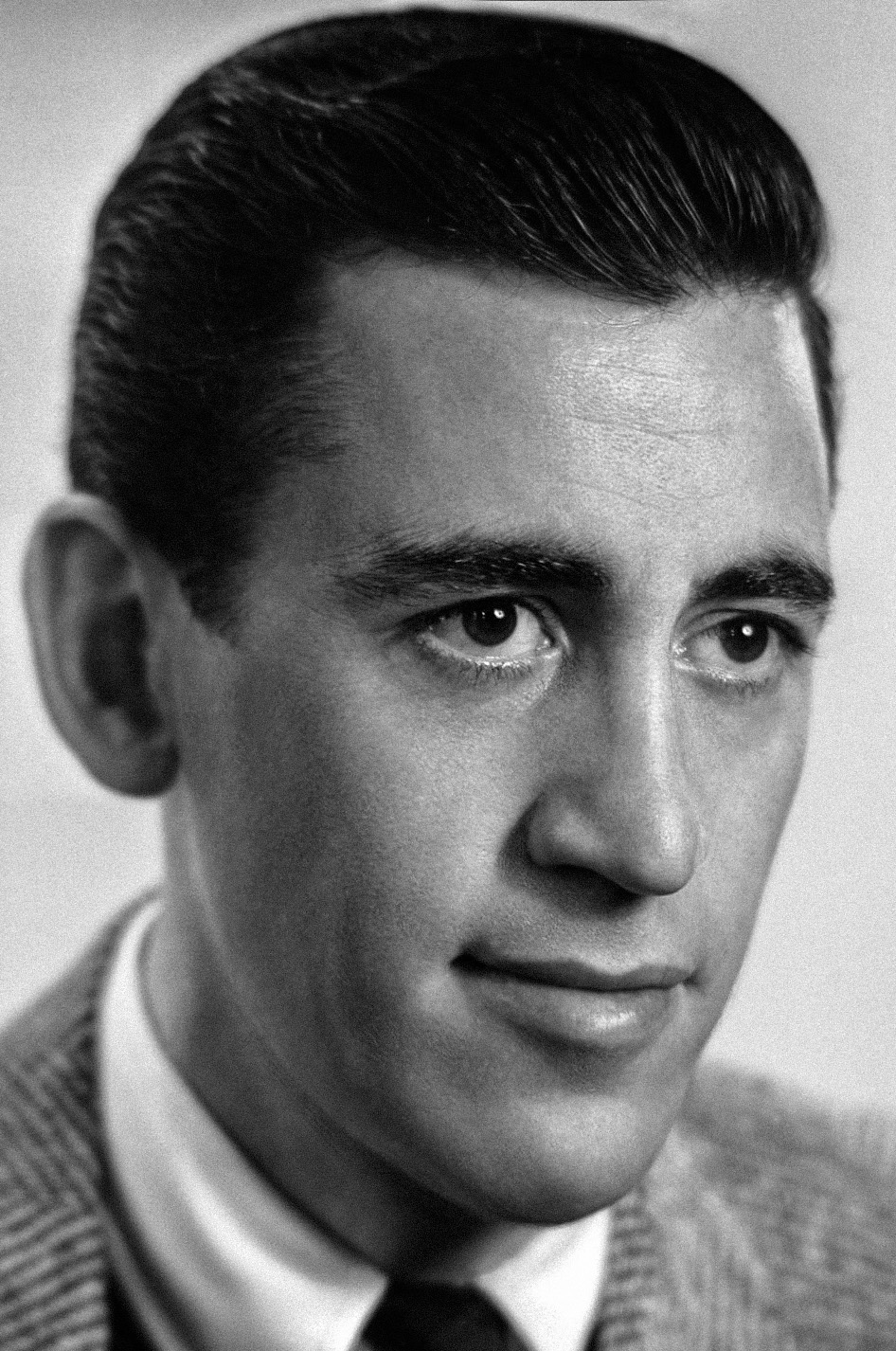
J.D. Salinger

Una feroce critica alla borghesia americana è il tema portante de Il giovane Holden (The Catcher in the Rye, 1951) di J. D. Salinger, romanzo di formazione che ha riscosso un'enorme popolarità fin dalla sua pubblicazione per poi divenire un classico della letteratura americana, soprattutto fra il pubblico giovane. I temi principali nei lavori di Salinger sono il disgusto per l'ipocrisia della società borghese e convenzionale del dopoguerra, la descrizione dei pensieri e delle azioni di giovani disadattati, e la capacità di redenzione che hanno i bambini su questi ultimi.
Richard Wright (1908-1960) è stato il primo scrittore afroamericano ad ottenere il plauso della critica con i romanzi Paura (1940) e Ragazzo negro (1945).
Il cosiddetto gotico sudista (southern gothic) è un genere che accomuna alcuni romanzi di questo periodo, caratterizzati dall'ambientazione negli Stati Uniti meridionali e da atmosfere misteriose, inquietanti e morbose; i protagonisti sono personaggi per nulla idealizzati, e anzi talvolta eccentrici e disturbanti, che vivono in ambienti ostili, abbandonati e degradati, si dedicano alla magia hoodoo, e vivono situazioni grottesche e difficili causate dalla povertà, dall'ignoranza, dal razzismo e dalla violenza. Fra i precursori di questa corrente sono stati individuati William Faulkner, Erskine Caldwell, Thomas Wolfe e persino Edgar Allan Poe e Mark Twain.

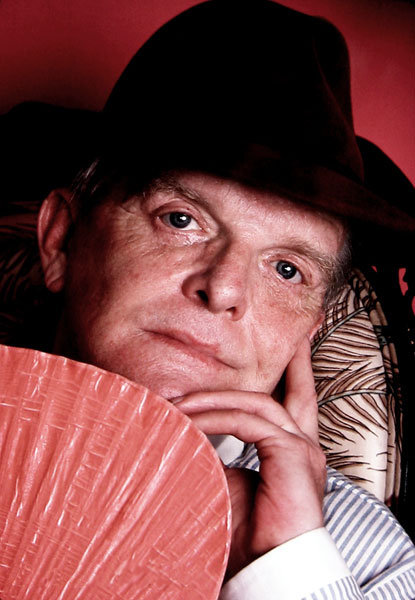
Truman Capote

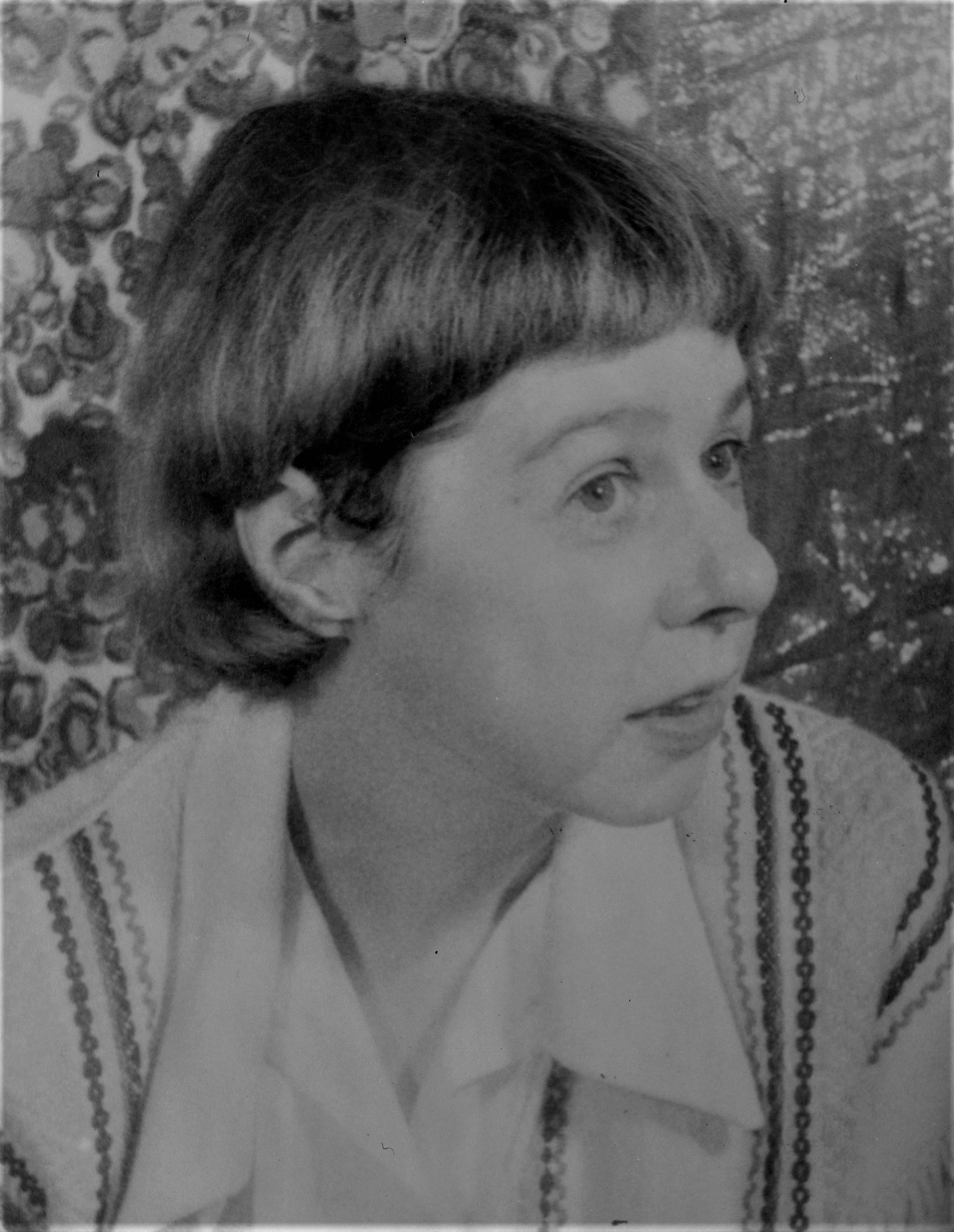
Carson McCullers

Un celebre esponente del genere è Truman Capote (1924-1984), che si afferma con Altre voci, altre stanze (Other Voices, Other Rooms, 1948), un romanzo di formazione gotico sudista, vagamente autobiografico, che viene salutato come un ritorno al romanzo di atmosfera; successivamente consolida la sua fama con i romanzi Colazione da Tiffany (Breakfast at Tiffany's, 1958) e soprattutto A sangue freddo (In Cold Blood,1966), un "romanzo-verità" (non-fiction novel), in cui, ricostruendo il caso di un quadruplice omicidio realmente accaduto nel Kansas, fa un'impietosa radiografia del sogno americano. Capote usa un linguaggio musicale ed evocativo.
Con Carson McCullers (1917-1967), anch'essa rappresentante del gotico sudista, il romanzo psicologico e di atmosfera assume un carattere particolare; la sottigliezza delle descrizioni di stati d'animo e di sentimenti di personaggi spesso anormali si fa quasi morbosa. La sua visione tragica del mondo prende le mosse da Il cuore è un cacciatore solitario (The Heart is a Lonely Hunter, 1940) per poi trovare ulteriore approfondimento in Riflessioni in un occhio dorato (Reflection in a Golden Eye, 1941) e nella Ballata del caffè triste (The Ballad of The Sad Café, 1951).

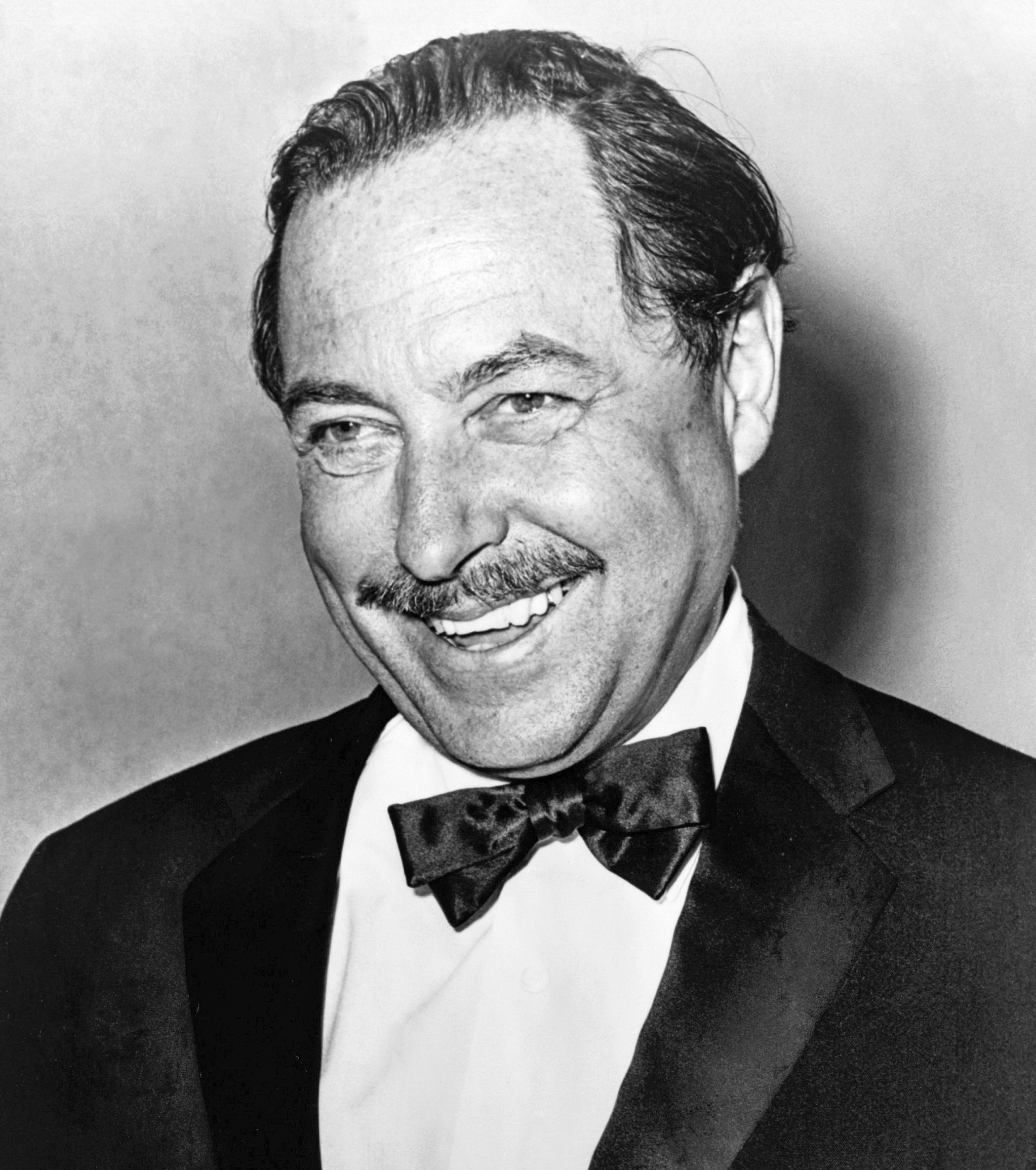
Tennessee Williams

Altri esponenti del genere sono Harper Lee (1926-2016), autrice de Il buio oltre la siepe (To Kill a Mockingbird, 1960) nonché amica e collaboratrice di Capote, Flannery O'Connor (1925-1964), autrice di romanzi e racconti, e il commediografo Tennessee Williams (1911-1983); fra gli scrittori più recenti che si sono cimentati in questo genere si segnalano Cormac McCarthy (1933-2023), Anne Rice (1941-2021) e Joe R. Lansdale (1951).

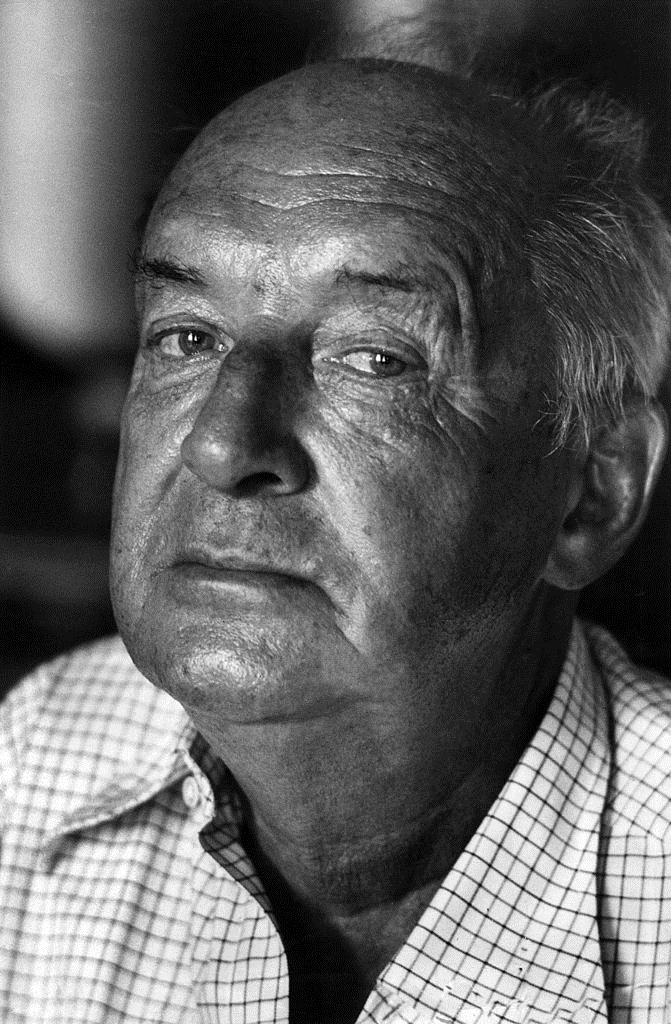
Vladimir Nabokov

Nel 1958 suscitò grande clamore la pubblicazione di Lolita del russo naturalizzato americano Vladimir Nabokov (1899-1977), romanzo che narrava la scabrosa relazione tra il maturo professore Humbert Humbert e la dodicenne Lolita; il libro divenne un best seller internazionale e divise la critica dell'epoca, fra chi lo bollò come osceno e chi lo considerò un capolavoro. Nabokov è apprezzato per il suo stile alto ed elegante caratterizzato da una grande attenzione per i dettagli e da un uso accurato del lessico, con largo impiego di giochi di parole, allitterazioni e assonanze, all'interno di una struttura narrativa salda e coerente; lo scrittore affermò di aver concepito il romanzo secondo i canoni dell'arte pura o "arte per l'arte", inquadrando quindi la propria poetica nei canoni dell'estetismo, insofferente ad ogni idea di romanzo come manifesto ideologico o moralistico. Temi ricorrenti nelle sue opere sono il dualismo del reale, l’ossessione per il sesso, il falso perbenismo moralista e le altre derive del mondo americano, raccontate con un’ironia sottile e con un’eleganza e creatività linguistica che a lungo lo hanno reso poco accessibile al grande pubblico ma gli hanno fatto guadagnare la stima dei critici. Nabokov influenzò alcuni scrittori della generazione successiva, come John Barth, John Banville, Thomas Pynchon, John Updike e Don DeLillo.

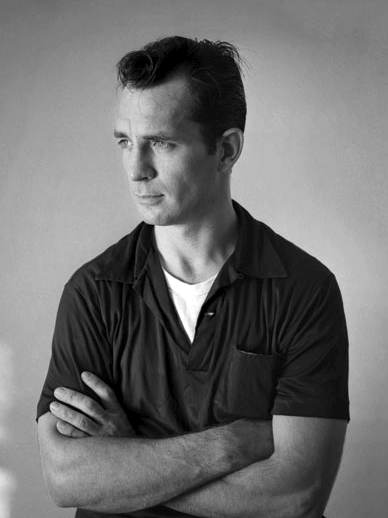
Jack Kerouac

Un gruppo di autori che ebbe un ruolo centrale nella letteratura statunitense negli anni cinquanta e sessanta sono stati quelli riconducibili alla Beat Generation, un movimento letterario formato da giovani scrittori e poeti che avevano messo al centro della loro poetica lo sperimentalismo linguistico e narrativo, la ribellione alle norme imposte, la critica alla società americana consumista, il rifiuto del materialismo e dei valori istituzionali, la ricerca di forme di spiritualità diverse da quelle tradizionali (soprattutto le religioni orientali), l'uso di sostanze atte a stimolare la creatività e il subconscio (alcol e droghe). Tra i numerosi autori di riferimento, che avranno una forte influenza sulla generazione successiva, vanno citati Jack Kerouac, padre della Beat Generation, e il suo celebre romanzo On The Road (Sulla strada, 1951), il poeta Allen Ginsberg con i poemi Howl (Urlo, 1956) e Kaddish (1961), William S. Burroughs con il romanzo The Naked Lunch (Il pasto nudo, 1959), Gregory Corso, Neal Cassady, Lucien Carr, Bob Kaufman, Lew Welch, Gary Snyder, Lawrence Ferlinghetti, Diane Di Prima e Jack Hirschman.

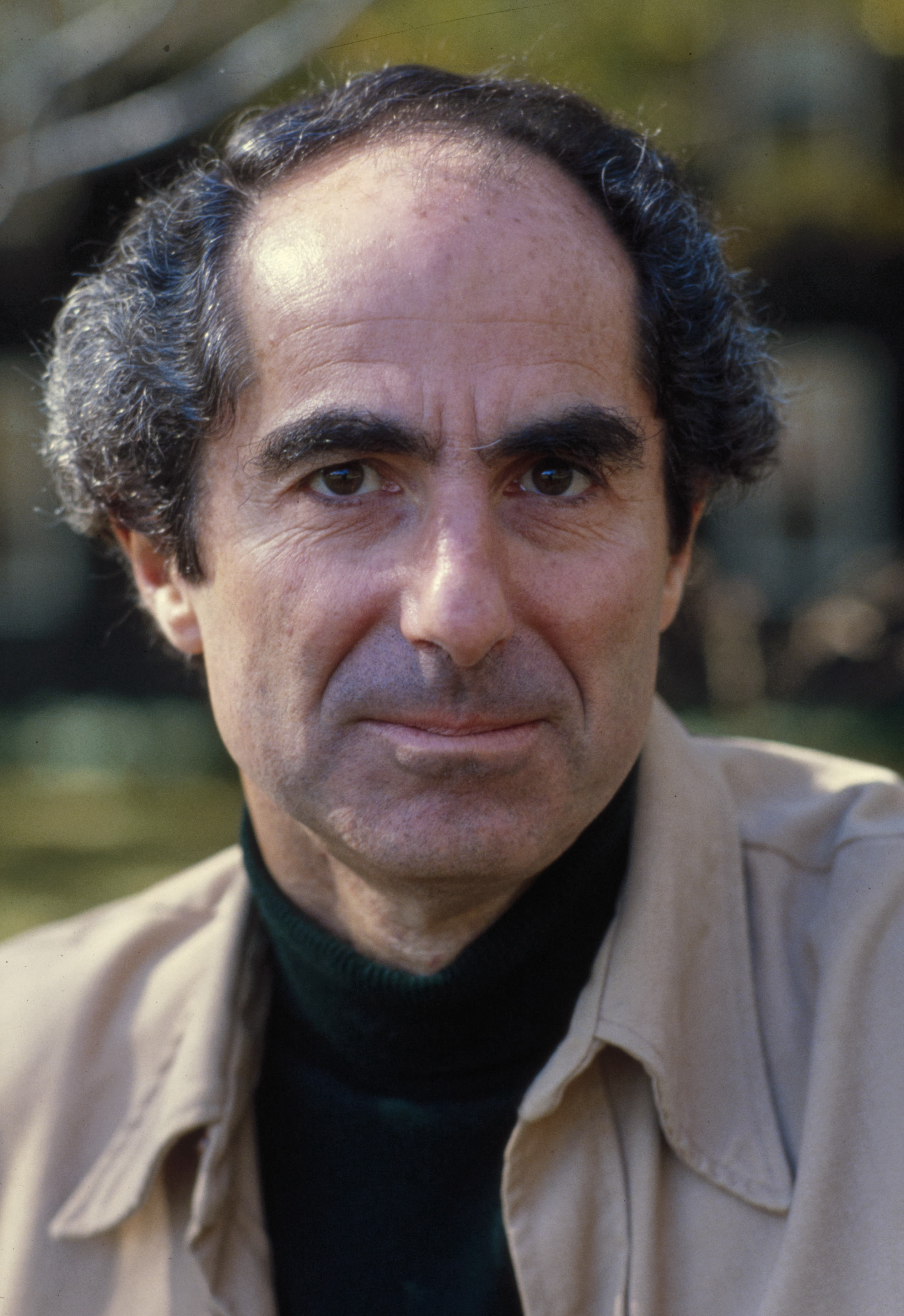
Philip Roth

La fluviale produzione letteraria di Philip Roth (1933-2018), considerato uno dei maggiori narratori americani del novecento, è caratterizzata da una vena umoristica e dissacrante, da uno schietto autobiografismo e da una caustica critica alle convenzioni sociali americane. Divenuto celebre con lo scandaloso Lamento di Portnoy (Portnoy's Complaint, 1968), Roth ha confermato, nel corso di una carriera quarantennale, il suo talento per le lunghe narrazioni con Pastorale americana (American Pastoral, 1997, vincitore del premio Pulitzer) e La macchia umana (The Human Stain, 2000), che gli è valsa la stima della critica internazionale.

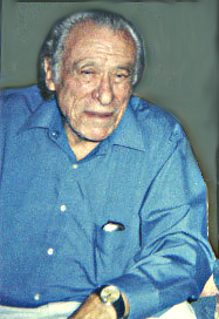
Charles Bukowski

Collocabile nella corrente letteraria del cosiddetto realismo sporco (influenzata in qualche modo da autori come O.Henry e Salinger) è invece lo scrittore e poeta Charles Bukowski (1920-1994), che racconta nei suoi libri eventi della sua vita, caratterizzata da un rapporto morboso con l'alcol, da frequenti esperienze sessuali descritte in maniera realistica e senza troppi eufemismi, e da rapporti tempestosi con le persone; altri scrittori accomunati a vario titolo sotto questa etichetta sono Raymond Carver (1938-1988), Richard Ford (1944) e Tobias Wolff (1945). Diffuso a partire dagli anni settanta, il realismo sporco è una particolare filiazione del minimalismo, caratterizzato da una scrittura sobria, dalla precisione e dalla stringatezza estrema nell'uso delle parole per le descrizioni: oggetti, personaggi e situazioni sono tratteggiati nel modo più svelto e superficiale possibile. L'uso dell'avverbio e dell'aggettivo è ridotto al minimo, lasciando che ogni suggestione per il lettore venga desunta dal contesto; i personaggi tipici sono persone comuni, volgari o conformisti che conducono vite convenzionali, ordinarie, occupati in lavori insignificanti e che spesso versano in cattive condizioni economiche.
Toni Morrison (1931-2019), attiva dagli anni settanta e vincitrice del Nobel per la letteratura nel 1993, è l'esponente di punta della letteratura afroamericana, insieme ad Alice Walker (1949-), autrice de Il colore viola (The Color Purple, 1982).
Negli ultimi decenni del XX secolo alcuni autori americani sono stati ricondotti nell'ambito della letteratura postmoderna, una tendenza letteraria in qualche modo sperimentale o d'avanguardia i cui primordi vengono fatti risalire ad una serie di opere ed autori che si sono posti in reazione al modernismo già dopo la seconda guerra mondiale; alcuni critici indicano l'inizio del postmodernismo già con la prima pubblicazione del The Cannibal di John Hawkes nel 1949, il primo spettacolo di Waiting for Godot di Samuel Beckett nel 1953, la prima pubblicazione di Howl nel 1956 o di Naked Lunch di Burroughs nel 1959. 

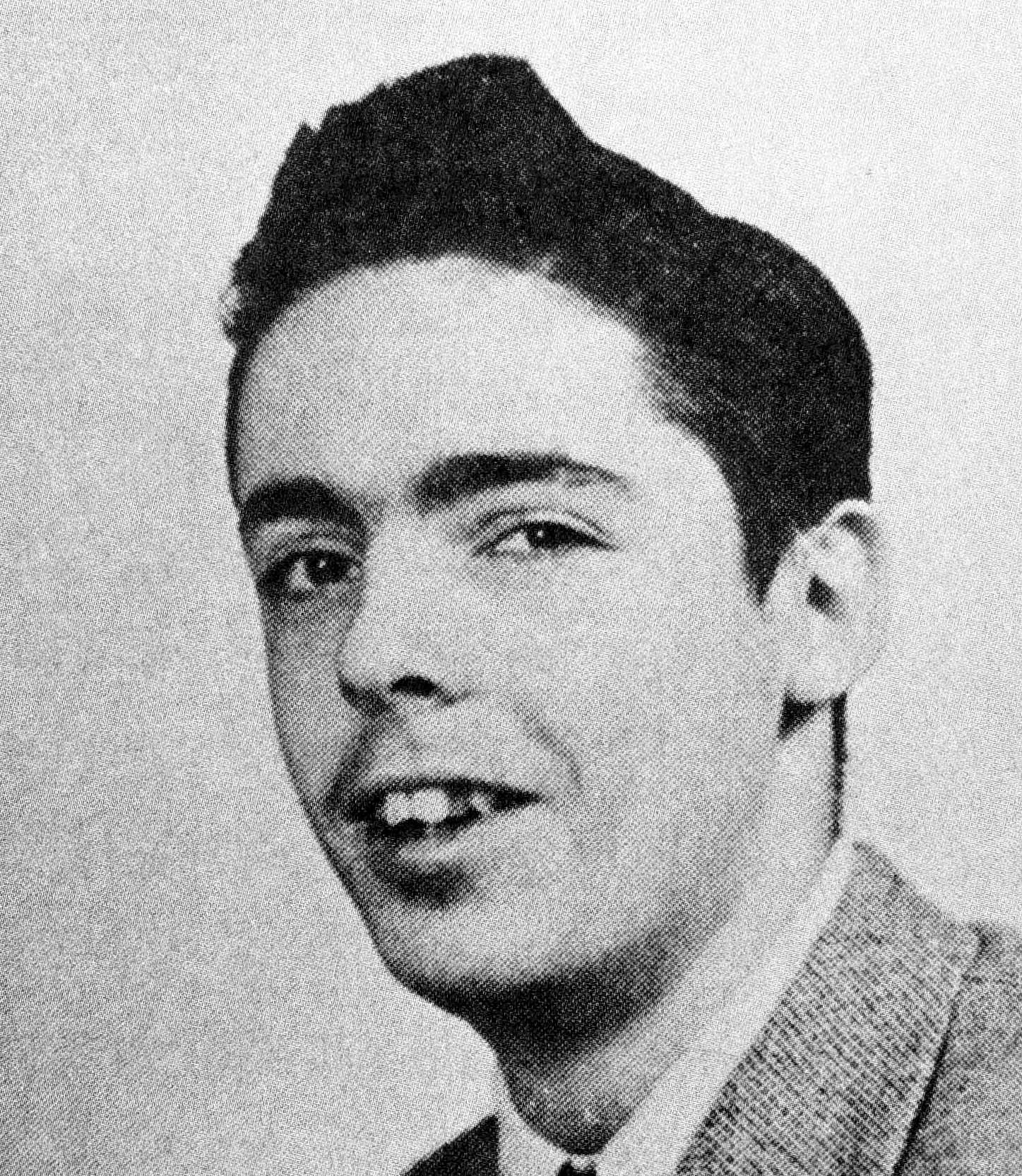
Thomas Pynchon

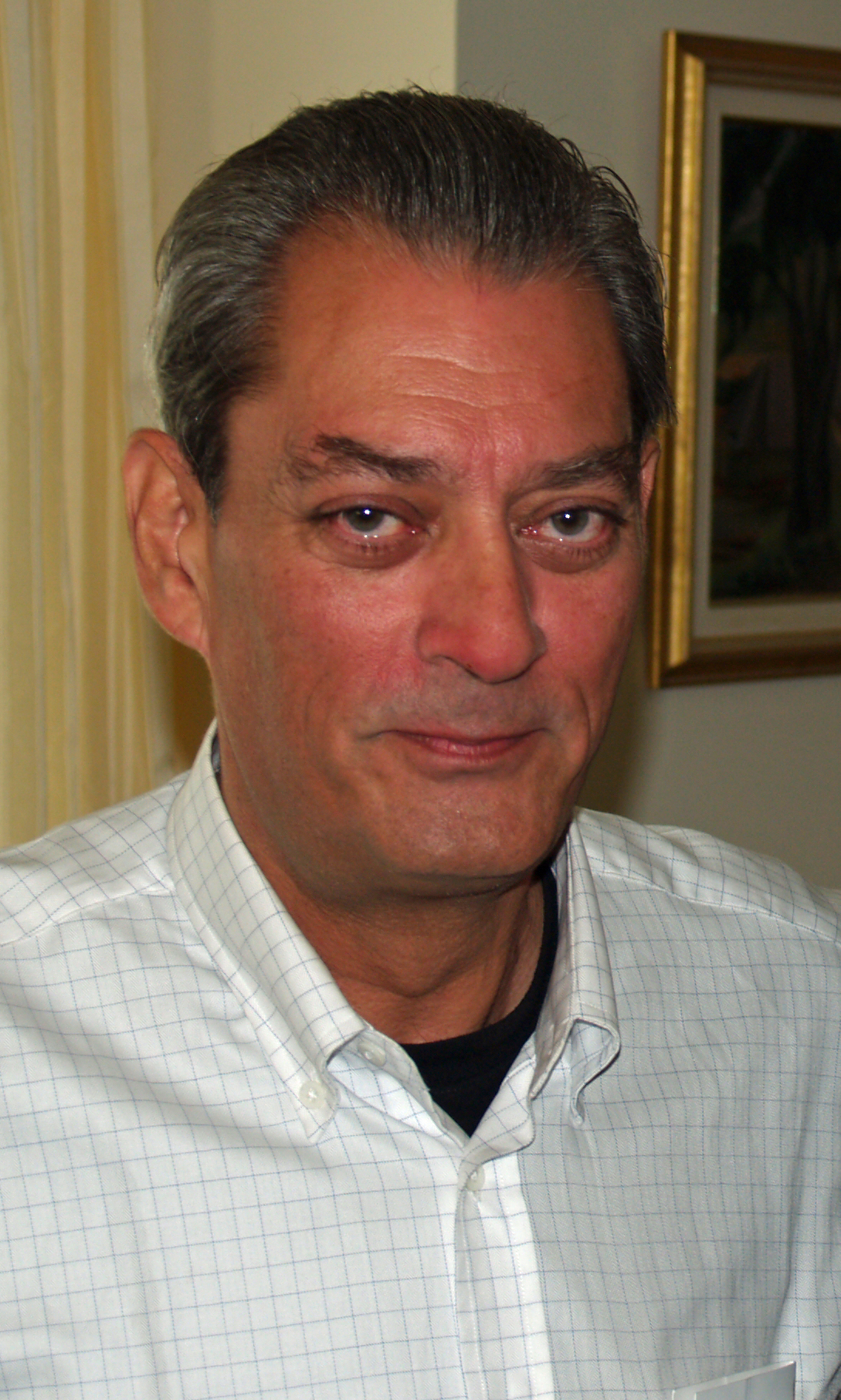
Paul Auster

Sebbene la letteratura postmoderna estenda molte delle tecniche e assunzioni fondamentali della stessa letteratura modernista, essa è caratterizzata dall'uso di tecniche narrative come la frammentarietà nella costruzione narrativa e dei personaggi, il paradosso, il citazionismo, il massimalismo, il pastiche e il "narratore inaffidabile" (unreliable narrator); sul piano filosofico, mentre il modernismo era contraddistinto da una dominante epistemologica, il postmodernismo è principalmente concentrato su questioni ontologiche. L'apparizione della letteratura postmoderna si ha negli anni sessanta, a partire dalla pubblicazione di The Sot-Weed Factor di John Barth (1960), del capolavoro di Joseph Heller, Comma 22, del 1961, del primo romanzo di Thomas Pynchon, V., nel 1963 e di Mattatoio n. 5 (Slaughterhouse-Five) di Kurt Vonnegut (1969). Soprattutto il successo commerciale di Comma 22 ha aperto la strada alla narrativa postmoderna che troverà la sua consacrazione nel 1973, con la pubblicazione del capolavoro di Pynchon, L'arcobaleno della gravità, vincitore del premio National Book Award e considerato il romanzo postmoderno per eccellenza; il suo successivo Mason & Dixon (1997) è scritto in uno stile che imita il tono e addirittura l'ortografia degli scrittori del Settecento inglese, un espediente tipicamente postmoderno.
Altre due pietre miliari della letteratura postmoderna sono state pubblicate negli anni ottanta, e cioè Rumore bianco (White Noise, 1985) di Don DeLillo e Trilogia di New York (New York Trilogy, 1985) di Paul Auster. 

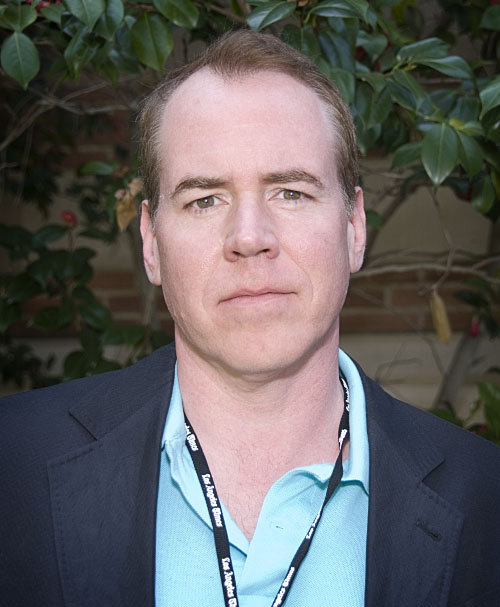
Bret Easton Ellis

Nello stesso decennio una nuova generazione di giovani autori, definiti dalla stampa americana Literary Brat Pack, guadagnò l'attenzione della critica e la notorietà internazionale con una serie di opere caratterizzate da uno stile minimalista (mutuato dai racconti di Raymond Carver e Grace Paley) caratterizzato da un approccio prudente, controllato, antieloquente, e da tematiche legate ad una quotidianità fatta da eventi minimi, ma spesso rivelatori di risvolti tragici, conflitti e fallimenti individuali. Gli esponenti più noti di questa corrente, che Fernanda Pivano etichettò come “minimalisti e postminimalisti hemingwayani” e che si pone in evidente antitesi alla visuale postmoderna, sono: Jay McInerney con il romanzo Le mille luci di New York (Bright Lights, Big City, 1984), completamente scritto in seconda persona; Bret Easton Ellis con Meno di zero (Less than Zero), Le regole dell'attrazione (The Rules of Attraction, 1987), American Psycho (American Psycho, 1991), Glamorama (1999); David Leavitt con Ballo di famiglia (Family Dancing, 1984) e La lingua perduta delle gru (The Lost Language of Cranes, 1986); Peter Cameron con In un modo o nell'altro (One way or another, 1986); Tama Janowitz con Schiavi di New York (Slaves of New York, 1986); Susan Minot con Scimmie (Monkeys, 1986).

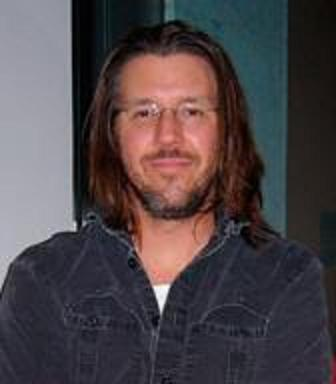
David Foster Wallace

Dagli anni novanta in poi, oltre alle ulteriori opere di Pynchon Vineland (1990) e Mason & Dixon (1997), di De Lillo Underworld (1997) e di Auster - Leviatano (Leviathan, 1992), Mr. Vertigo (1994) - un successivo gruppo di giovani autori ha portato avanti, ognuno con declinazioni personali, le istanze del postmoderno, spesso con successo di critica e di vendite: David Foster Wallace, autore de La scopa del sistema (The Broom of the System, 1987), della raccolta di racconti La ragazza con i capelli strani (Girl with Curious Hair, 1990) e del monumentale e acclamato Infinite Jest (1996), Chuck Palahniuk con Fight Club (1996), Michael Chabon con Le fantastiche avventure di Kavalier e Clay (The Amazing Adventures of Kavalier & Clay, 2000), Dave Eggers con L'opera struggente di un formidabile genio (A Heartbreaking Work of Staggering Genius, 2000), Jennifer Egan con Guardami (Look at me, 2001) e Il tempo è un bastardo (A Visit From the Goon Squad, 2010). Alcuni di questi scrittori (segnatamente Pynchon, De Lillo, D.F. Wallace, Eggers fra gli altri), sono stati accomunati anche nella definizione ironica di Realismo isterico, un approccio teso ad indagare, più che l'oggettività del reale, le implicazioni simboliche e mitologiche della stessa realtà e caratterizzato dall'uso di personaggi border-line, dal trattamento stravagante di eventi quotidiani, da frequenti digressioni su argomenti secondari e da una prosa maniacale ed eccessiva.

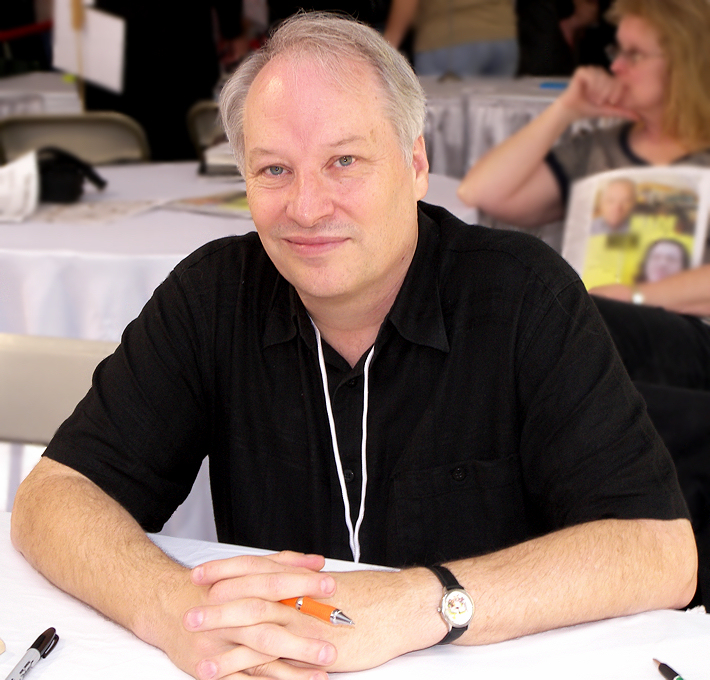
Joe Lansdale

Strettamente connesso al postmoderno, del quale può definirsi una sorta di declinazione, è stato anche il movimento Avantpop, diffusosi negli Stati Uniti negli anni novanta ad opera di autori come il già citato Foster Wallace e il prolifico Joe R. Lansdale; è caratterizzato dall'uso di materiali provenienti dai mass media (cinema, musica pop, televisione, fumetti, internet, videogiochi), montati soprattutto in testi letterari nei quali si adottano tecniche narrative e testuali prese dalle avanguardie.

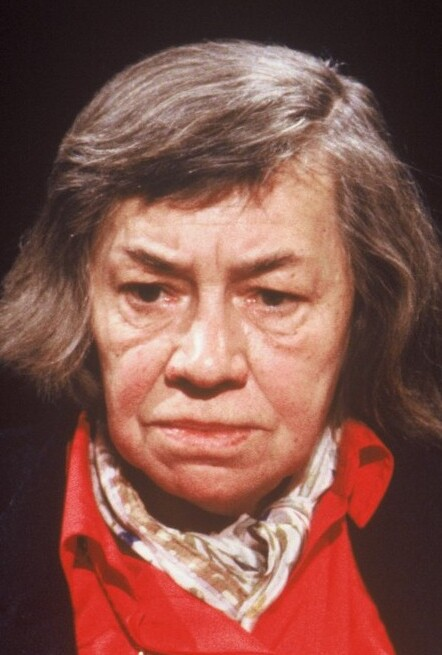
Patricia Highsmith

#### La narrativa di genere
Patricia Highsmith (1921-1995) è stata un'apprezzata autrice di thriller psicologici, spesso a sfondo noir, molti dei quali sono stati trasposti con successo al cinema.
La narrativa di fantascienza che aveva avuto grande diffusione già a partire dagli anni trenta, si afferma con Ray Bradbury, innovatore del genere fantascientifico, autore di Cronache marziane (1950) e Fahrenheit 451 (1953), con Frank Herbert, noto per il romanzo Dune (1965), con Philip K. Dick, autore de Il cacciatore di androidi (1968), e di Ubik (1969), con Kurt Vonnegut, celebre autore del romanzo di guerra e di fantascienza Mattatoio n. 5 (1969), e con Michael Crichton, autore del romanzo Jurassic Park (1990).
Per quanto riguarda la letteratura per ragazzi, si è affermato, tra gli altri, lo scrittore Maurice Sendak, autore del libro Where the Wild Things Are (Nel paese dei mostri selvaggi, 1963).
Per il romanzo poliziesco e criminale si cita la figura di Mario Puzo, celebre autore de Il padrino (1969). Per il genere d'avventura  e horror da ricordare, tra gli altri, Peter Benchley, autore del romanzo Lo squalo (1974).
Famosi scrittori afferenti al genere horror, che hanno avuto notorietà dal dopoguerra in poi, sono Robert Bloch (1917-1994), autore del celebre Psycho (1959), e Richard Matheson con Io sono leggenda (I Am Legend, 1954).

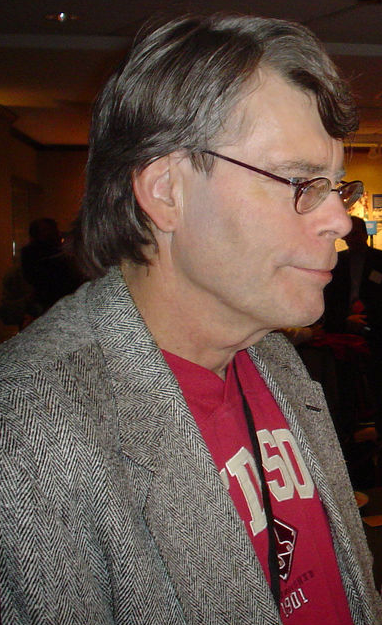
Stephen King

Specializzato in romanzi e racconti horror con una particolare attenzione per il mondo dell'infanzia, Stephen King indaga nelle sue opere le paure profonde dell'uomo contemporaneo; lo scrittore inizia nel 1974 una prolifica carriera con il romanzo Carrie, per poi affermarsi con Shining (The Shining, 1977) e continuare con una cospicua produzione di scritti - fra cui Christine - la macchina infernale (Christine, 1983), It (1986), La metà oscura (The Dark Half, 1989) - che lo hanno reso uno degli autori più popolari del suo tempo, grazie anche al successo delle numerose trasposizioni cinematografiche dei suoi libri.
E ancora per il genere fantasy la  serie di Outlander (1991), della scrittrice Diana Gabaldon.

### La poesia

#### Poesia confessionale

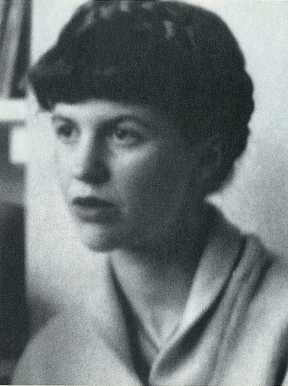
Sylvia Plath

Ḕ un genere di poesia sviluppatosi negli Stati Uniti negli anni Cinquanta e Sessanta; i poeti definiti confessionalisti si ispirano al vissuto personale, e spesso i loro traumi sono usati come fonte di intensità per i loro testi. Il maestro riconosciuto del genere è Robert Lowell, insieme alle poetesse Sylvia Plath e Anne Sexton, e anche buona parte delle opere di John Berryman sono considerate aderenti a questa corrente; si trova inoltre un evidente legame col confessionalismo nelle opere dei poeti della Beat Generation degli anni cinquanta e sessanta, particolarmente in Allen Ginsberg.

#### Songwriting
In alcune raccolte di poesia sono stati inseriti autori di canzoni come Bob Dylan (che è stato insignito del premio Nobel per la Letteratura “per aver creato nuove espressioni poetiche all'interno della grande tradizione della canzone americana”), Bruce Springsteen, Patti Smith o Jim Morrison tra i poeti.

### Il teatro
Tennessee Williams e Arthur Miller sono considerati i maggiori drammaturghi statunitensi del dopoguerra.
Tennessee Williams (1911-1983). autodefinitosi "un maestro della disperazione e del bisogno”, esplora la condizione di degrado morale della società americana, soprattutto degli stati del sud, per cui può essere considerato un esponente del cosiddetto southern gothic: inferni familiari, passioni represse, fallimenti, desideri traditi, segreti, sensi di colpa e rimpianti sono i temi ricorrenti nelle sue opere, assieme ad argomenti come l'alcolismo e la malattia mentale. Il suo primo successo Lo zoo di vetro (The Glass Managerie, 1944) è incentrato su una giovane inferma, Laura, introversa e chiusa nel suo mondo interiore fatto di ricordi e illusioni, e i suoi rapporti con gli altri membri della sua famiglia, tutti come lei fragili e intrappolati in un simbolico "zoo di vetro". Il successivo Un tram che si chiama Desiderio (A Streetcar named Desire, 1947, premio Pulitzer) ruota anch'esso intorno ad una tragica figura di donna perdente, Blanche DuBois, sullo sfondo di una New Orleans bruta e volgare in cui il sogno americano può diventare reale solo per pochi eletti. Altri drammi celebri di Williams sono Estate e fumo (Summer and Smoke, 1948), La rosa tatuata (The Rose Tattoo, 1951), in cui è presente una vena comica latente nei lavori precedenti, La gatta sul tetto che scotta (Cat on a Tin Hot Roof, 1954, premio Pulitzer), Improvvisamente l'estate scorsa (Suddenly Last Summer, 1958), La dolce ala della giovinezza (Sweet Bird of Youth,1952-59) e La notte dell'iguana (The Night of the Iguana, 1959-61), nei quali Williams torna a indagare le dinamiche interne di una società sudista sempre prossima al disastro morale.

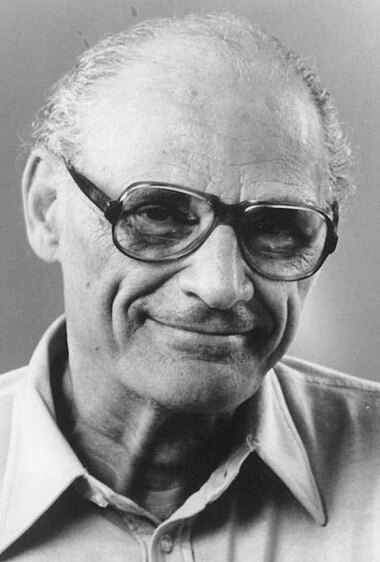
Arthur Miller

Arthur Miller (1915–2005) mette a nudo le incoerenze della società statunitense, contribuendo allo sviluppo di una visione critica sull’America e sul sogno americano e tracciando un quadro di grande incisività della psiche e dei problemi della sua contemporaneità, grazie alle profonde capacità di analisi storica e di introspezione psicologica; la sua opera deriva per molti aspetti, anche tecnici, dal teatro d'idee di Ibsen. Diventa celebre con Erano tutti miei figli (All My Sons, 1947), in cui denuncia il cinismo di una società alto borghese giunta ai massimi vertici economici attraverso azioni spregiudicate e criminose, espressione di un capitalismo malato e corrotto. La consacrazione definitiva avviene con Morte di un commesso viaggiatore (Death of a Salesman, 1949, premio Pulitzer), divenuto in breve un classico del teatro contemporaneo; amara critica della spietatezza del sogno americano, in esso Miller affronta i temi del conflitto familiare, del fallimento esistenziale e della responsabilità morale dell'individuo. Nel successivo Il crogiuolo (The Crucible, 1953), la caccia alle streghe nella Salem del XVII secolo è usata come pretesto per denunciare l'isteria maccartista nell'America degli anni cinquanta; Uno sguardo dal ponte (A View from the Bridge, 1955) è un melodramma sociale che narra le tragiche vicende di una famiglia di immigrati italiani a Brooklyn; Dopo la caduta (After the Fall, 1964) è un'impietosa disamina della sua fallimentare esperienza matrimoniale. Dopo un periodo di minor fortuna, Miller ridesta l'attenzione dei critici con lavori come L'ultimo Yankee (The Last Yankee, 1993) e Vetri rotti (Broken Glass, 1994).
Oltre a Williams e Miller, William Inge, Edward Albee, Sam Shepard, David Mamet, Tina Howe, August Wilson e Donald Margulies sono alcuni fra i drammaturghi più importanti della seconda metà del Novecento. Fra i commediografi vanno ricordati il prolifico Neil Simon, Woody Allen e Eric Bogosian.

## Il XXI secolo

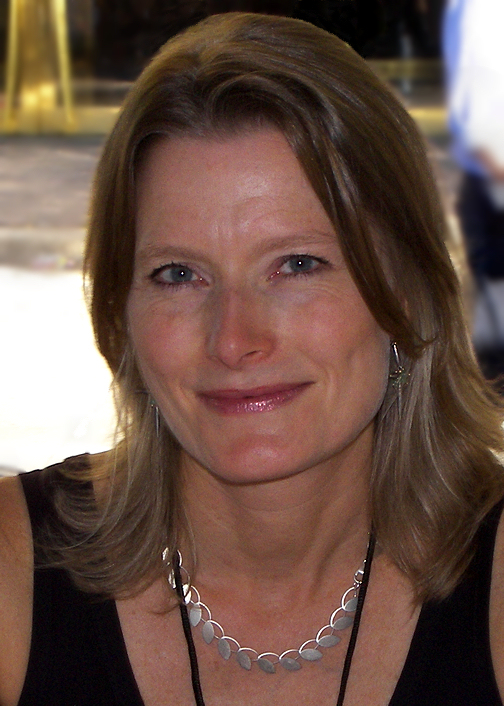
Jennifer Egan

Tra gli autori americani più in evidenza dal Duemila in poi, molti dei quali in attività anche nei decenni precedenti, si segnalano Cormac McCarthy, Joyce Carol Oates, Paul Auster, Joe R. Lansdale, Michael Cunningham, Giannina Braschi, Louise Erdrich, Jonathan Franzen, William T. Vollmann, Jeffrey Eugenides, David Foster Wallace, Jennifer Egan, Donna Tartt, Michael Chabon, Dan Brown (noto autore del romanzo thriller Il codice da Vinci, pubblicato nel 2003 e con 85 milioni di copie vendute), Colson Whitehead, Seth Grahame-Smith, Jonathan Safran Foer, Christopher Paolini.

## Autori statunitensi premiati con il premio Nobel per la letteratura
Il Premio Nobel per la letteratura è stato assegnato per la prima volta nel 1901.
- 1930: Sinclair Lewis (scrittore)
- 1936: Eugene O'Neill (drammaturgo)
- 1938: Pearl S. Buck (scrittrice)
- 1948: T. S. Eliot (poeta)
- 1949: William Faulkner (scrittore)
- 1954: Ernest Hemingway (scrittore)
- 1962: John Steinbeck (scrittore)
- 1976: Saul Bellow (scrittore)
- 1978: Isaac Bashevis Singer (scrittore polacco naturalizzato statunitense, scrive in yiddish)
- 1987: Joseph Brodsky (poeta e saggista russo naturalizzato statunitense, scrive in inglese e russo)
- 1993: Toni Morrison (scrittrice)
- 2016: Bob Dylan (cantautore)
- 2020: Louise Glück (poetessa)

## Premi letterari americani
Molti scrittori statunitensi sono stati incoronati da importanti premi letterari, che hanno contribuito a sancirne il valore letterario o a farli conoscere al grande pubblico. Fra i principali segnaliamo:
- American Academy of Arts and Letters
- Premio Pulitzer (Romanzi, Teatro e Poesia, oltre che altre categorie non letterarie)
- National Book Award
- American Book Awards
- PEN literary awards
- Poeta Laureato degli Stati Uniti
- Premio Bollingen per la poesia
- Pushcart Prize
- Premio O. Henry